# Fès
Fez
Pour les articles homonymes, voir Fes et Fez.
Fès ou Fez (en arabe : فَاس, Fās; en amazighe standard marocain : ⴼⴰⵙ, Fas) est une ville du Maroc septentrional, située à 180 km à l'est de Rabat, entre le massif du Rif et le Moyen Atlas. Faisant partie des villes impériales du Maroc, elle a été à plusieurs époques la capitale du pays et est considérée de nos jours comme sa capitale spirituelle.
Sa fondation remonte à la fin du VIIIe siècle, sous le règne du sultan Moulay Idriss Ier. Son prestige passé en a fait l'un des foyers majeurs de la civilisation islamique relié à Baghdad, Damas, Cordoue, Le Caire, Kairouan, Grenade, Palerme, Ispahan et Samarcande, avec lesquels elle avait établi des échanges aussi bien économiques que sociaux et culturels,.
Divers titres ont été attribués à la ville de Fès, dont l'Athènes de l'Afrique, la reine du Maghreb et la Bagdad du Maghreb.
Elle s'étend sur trois secteurs: la ville ancienne (médina), classée au patrimoine mondial de l'UNESCO, l'enceinte royale et les quartiers nouveaux, établis par les Français, et qui s'étendent de nos jours dans la plaine environnante.
Sur le plan administratif, la ville est composée de la commune de Fès, qui est divisée en six arrondissements, et de la municipalité de Méchouar Fès Jdid, où se trouve le palais royal. Fès est la deuxième ville du Maroc avec une population de 1 150 131 habitants selon le recensement de 2015.

## Toponymie
L'origine du toponyme Fès est incertaine ; plusieurs étymologies existent, certaines issues de la légende populaire, d'autres de travaux d'historiens.
Connue depuis au moins le Xe siècle, l'étymologie classique de Fès, telle que rapportée par les auteurs anciens (Abou Bakr ben Mohammed er-Razi et Ibn Abi Zar), explique le nom de Fès par la découverte, lors du creusement des fondations de la ville en construction, d'une pioche, en arabe فأس (Fä's), qui donnera le nom de Madinat Fäs. Une autre version, rapportée par El-Modaffari, décrit la pioche découverte comme très ancienne, de grande taille (quatre empans de long sur un de large) et pesant soixante livres.
Selon une autre étymologie issue de la légende populaire, Idris Ier, fondateur de Fès, participa à la construction de la ville et aida au creusement des fondations au moyen d'une pioche d'or et d'argent, et c'est ainsi que la ville prit le nom arabe de la pioche (fès).
Une autre hypothèse étymologique lie l'origine du nom à une métathèse. Deux versions sont proposées. La première, rapportée par Ibn Abi Zar dans son Rawd al-Qirtas, parle d'un vieux moine chrétien qui aurait révélé à Idris Ier l'existence, à l'emplacement où sera construite Fès, d'une ancienne ville nommée Saf ou Sèf, fondée par les Anciens et disparue mille à mille sept cents ans auparavant ; la métathèse Saf en Fès expliquerait le nom de la ville,. Idris Ier aurait lui-même décidé de la métathèse Séf en Fès. Une autre version — avancée à l'origine par Larbi Mezzine — ancien doyen de la faculté de lettres à l'université de Kenitra et maître en toponymie berbère —, suggère une origine berbère au nom de la ville. Les cours d'eau étant nombreux autour de la ville (Wad Fäs, Wad Zhun, Wad Zitun, etc.), le nom de Fès serait une métathèse d'isaffen (pluriel d'asif, rivière en berbère)
Voici encore une autre proposition d'étymologie : en langue Amazigh : ⴼⴰⵙ, Fas) ou Afas qui veut dire sol ou terre qui se compacte; car la ville Afas est construite sur les marnes bleues d'âge Miocène supérieur, et qui se compactent lors des pluies alternant avec les périodes de sécheresse.[réf. souhaitée]

## Histoire

### Fondation

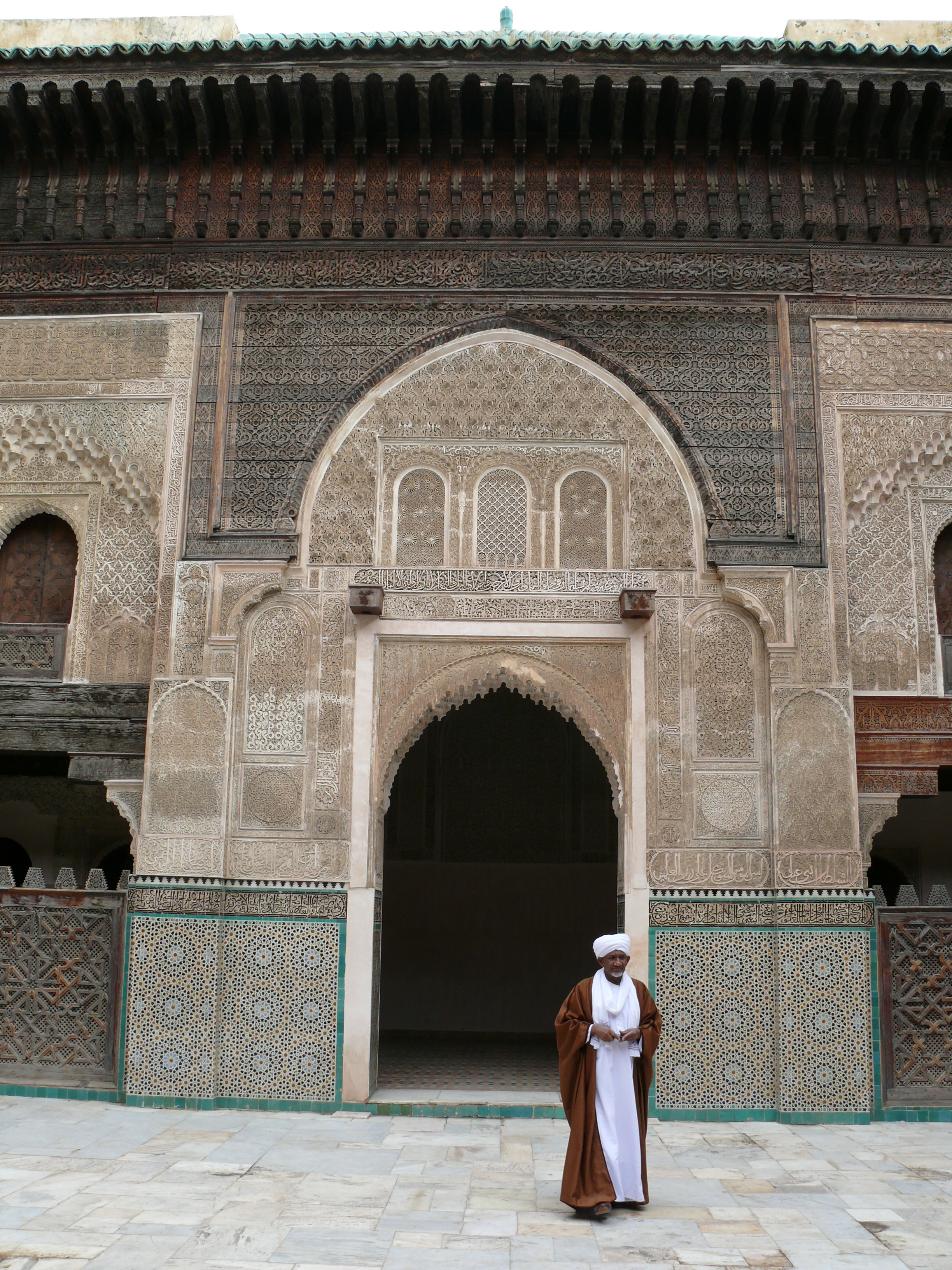
Fès Madrasa Bouanania

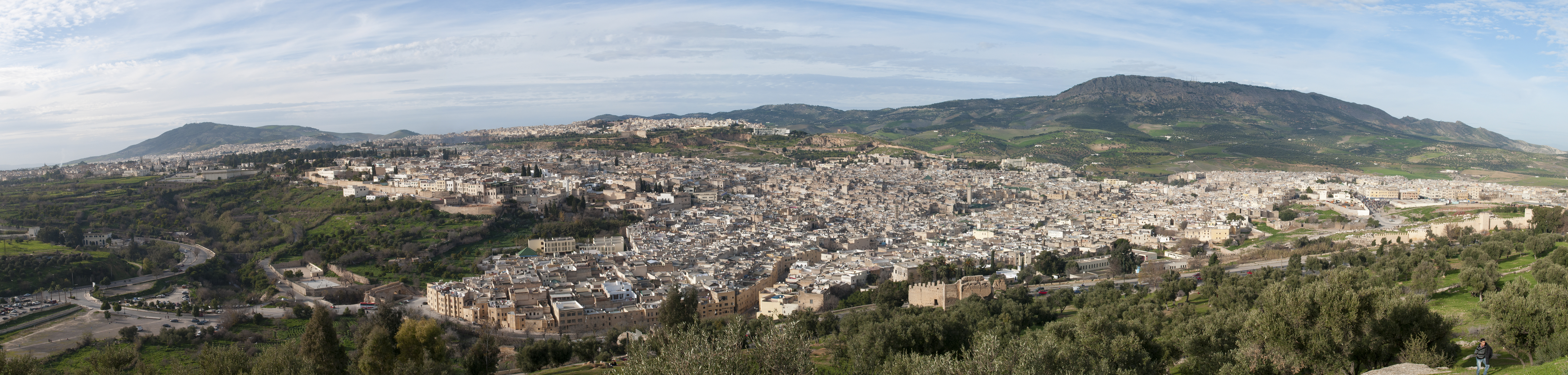
Fès Médina Vue panoramique

La ville « Médina Fès » a été fondée par le chérif alide Idris Ier en 789 à l'emplacement de l'actuel quartier des Andalous. En 808, le régent Rashid Ben Morshid fonde « al-Aliya » sur l'autre rive de l'oued de Fès. Al Aliya se développe très vite et devient une véritable ville avec mosquée, palais et kissariya (halle, marché).
Les sources d'eau vitales aux alentours de la ville de Fès, qui avant même sa fondation étaient connues et louées en chanson, ont sans aucun doute été un critère important lors du choix de l'emplacement pour la future métropole.
Les évolutions suivantes sont dues à deux vagues successives d'émigration : à partir de 817–818 s'installent dans la ville fondée par Idrîs Ier près de 800 familles andalouses expulsées par les Omeyyades des faubourgs de Cordoue. Peu de temps après, environ 200 familles de Kairouan en Ifriqiya s'installent sur la rive d'al-Aliya. La mosquée universitaire Quaraouiyine fondée par l'aristocrate kairouanaise Fatima el Fihriya au IXe siècle devient l'un des centres spirituels et culturels les plus importants de l'époque et participe à l'âge d'or intellectuel de la civilisation islamique. Son influence se fait ressentir jusque dans les écoles d'Al-Andalus, et au-delà vers l'Europe d'où elle attire un grand nombre de savants et de mystiques.
Les nouveaux arrivants apportent avec eux aussi bien un savoir-faire technique et artisanal qu'une longue expérience de la vie citadine. Sous leur impulsion, Fès devient un centre culturel important.
Fès se trouve à un emplacement particulièrement avantageux, au croisement de routes commerciales importantes, au cœur d'une région naturellement généreuse avec des matières premières précieuses pour l'artisanat (pierre, bois, argile). Ceci lui permet de développer une riche culture esthétique issue de la grande tradition de l'art arabo-andalou. Fès se trouve sur la route des caravanes allant de la Méditerranée à l'Afrique subsaharienne en passant par la grande cité commerciale de Sijilmassa (disparue au XVIIe siècle) dans la région de Tafilalet, ce qui augmente également son attrait économique.

### Moyen Âge
Aux Xe et XIe siècles, la ville de Fès est prise par les Maghraoua. Elle sera le théâtre de bataille entre les tribus Zénètes Maghraoua et Banou Ifren faisant successivement allégeance au califat de Cordoue ou aux Fatimides.
C'est dans cette période qu'advint un massacre contre la communauté juive faisant 6 000 victimes dans ce qu'on appela le Massacre de Fès de 1033. Sous le règne des Almoravides puis sous celui des Almohades la ville abrite une communauté chrétienne mozarabe originaire d'Al-Andalus. Des traditions rapportées par Ibn Khaldoun et par le Rawd al-Qirtas font mention de l'existence d'un temple du feu en un lieu nommé Chibouba, à l'emplacement de Madinat Fas, ce qui attesterait de la présence théorique d'adeptes du zoroastrisme,.

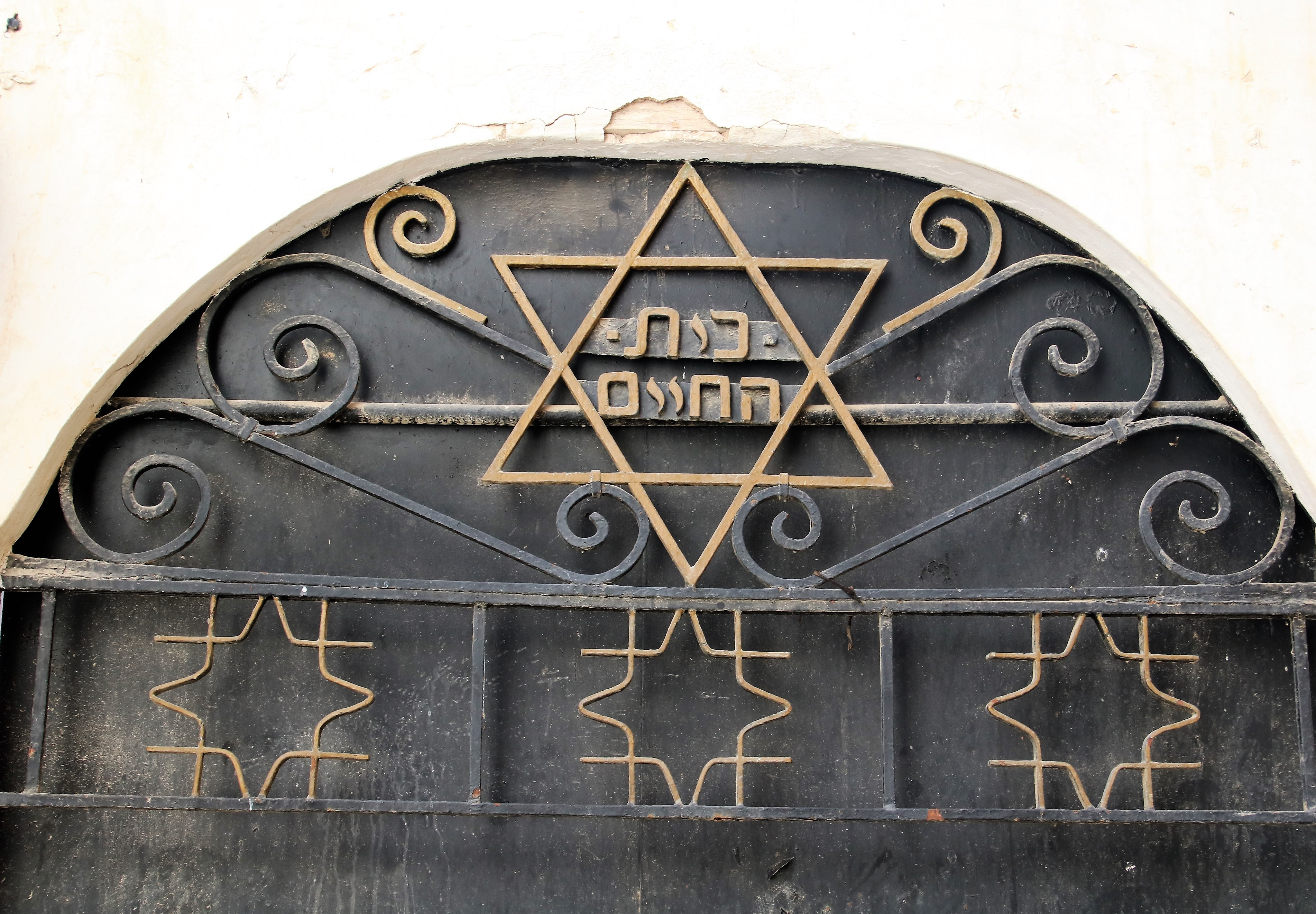
Mellah de Fès où vivaient les Juifs de la ville.

Les deux parties de la ville s'unissent au Moyen Âge en 1069, détruisant le mur qui les séparait. Fès perd son rôle de capitale avec la fondation de Marrakech et la prise de Tlemcen par la dynastie almoravide au XIe siècle mais le reprend en 1250 grâce à la dynastie mérinide. Sous leur règne, la nouvelle ville El Medinet El-Beida (la ville blanche) est fondée en 1276 ; elle est équipée de remparts, de palais et de jardins. Elle est rapidement connue sous le nom de Fès Jedid (la nouvelle Fès) en opposition à Fès el Bali (la vieille ville). La population juive qui se trouvait aux alentours du palais est forcée de partir et le Mellah (quartier juif) se forme dans l'ancien quartier de la garnison des archers syriens.
Au début du XIVe siècle (apogée de l'art hispano-mauresque), la ville connaît une forte croissance. Grâce aux caravanes allant jusqu'au port de Badis dans le Rif, Fès est en permanence liée au royaume de Grenade et à l'ensemble du monde méditerranéen. Lors de la révolte marocaine de 1465, la communauté juive locale est de nouveau décimée. En 1471, la ville tombe aux mains de la dynastie Beni Ouattas qui ne règne que sur le royaume de Fès dans la portion nord du Maroc actuel. Après la prise de Grenade par les rois catholiques d'Espagne en 1492, Boabdil le dernier sultan de la dynastie des Nasrides se réfugie à Fès avec toute sa suite. Il y décède vers 1533, et serait inhumé possiblement au mausolée dit de Msalla al Soltane,.

### XVIe–XVIIIesiècles

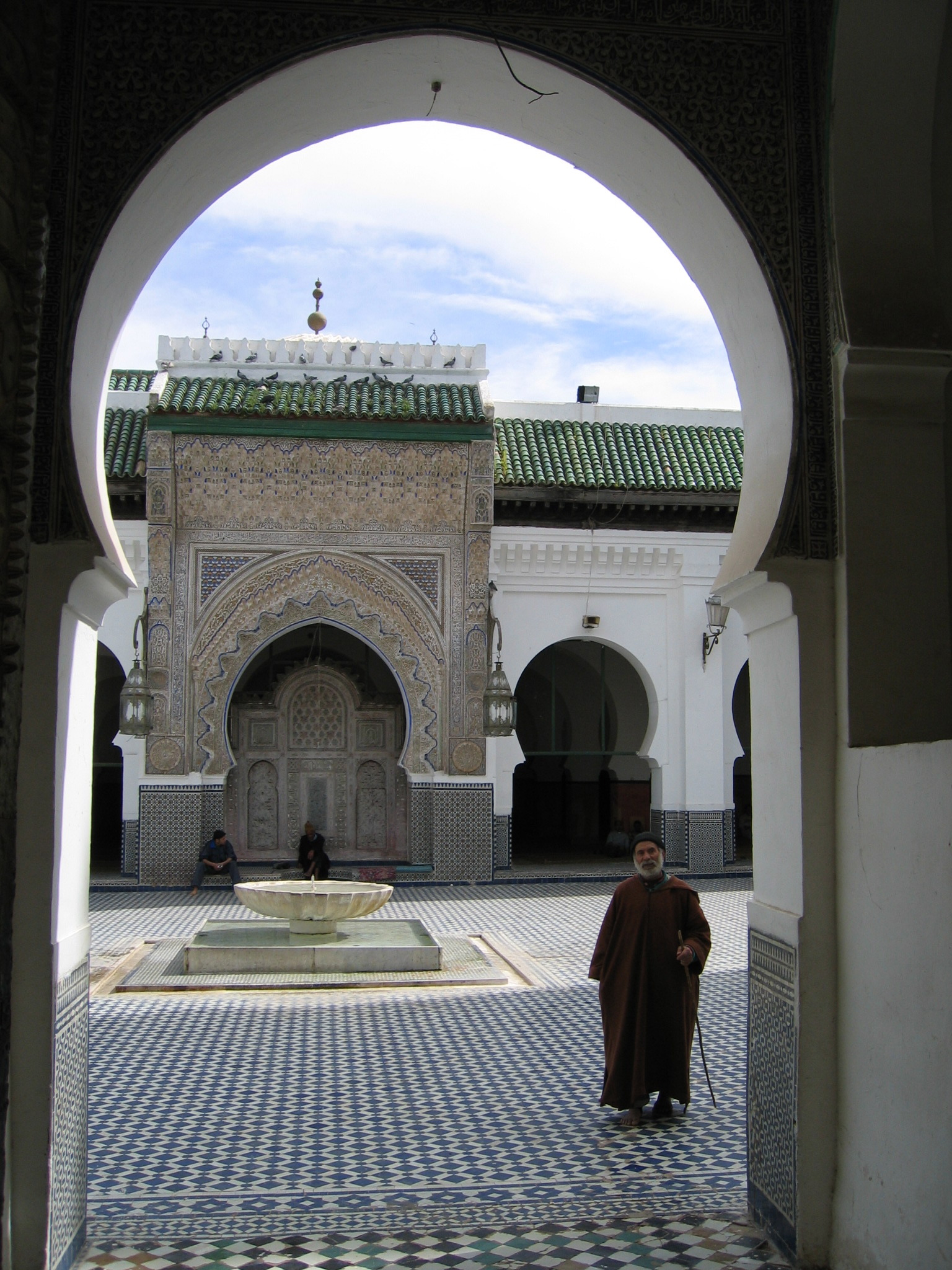
Fès, mosquée Al Qarawiyyĭn

En 1522, Fès souffre d'un séisme qui détruit la ville en partie. Dans les années qui suivent, de nombreux bâtiments sont reconstruits, restaurés ou remplacés. La dynastie chérifienne des Saadiens prend en 1554 la ville qu'elle dispute à la régence d'Alger, qui s'en empare une nouvelle fois en 1576 grâce à une armée de 10 000 hommes dont 6 000 janissaires sous les ordres de Ramdan Pacha,; mais les souverains saadiens choisissent Marrakech comme capitale. Le sultan ottoman Mourad III, qui avait aidé le prétendant saadien Moulay Abdelmalik Saadi à conquérir le trône marocain, espérait incorporer la partie du Maroc correspondant au royaume de Fès à l'Empire ottoman, mais son stratagème sera déjoué par Ahmed al-Mansour après la bataille des Trois Rois remportée contre les Portugais en 1578 (voir Conflits maroco-ottomans). Al-Mansour fait nommer à Fès un khalifa représentant du sultan de Marrakech, et fait édifier des bordjs en vue de protéger la ville d'une éventuelle nouvelle menace ottomane. À la suite du déclin de la dynastie saadienne, Fès tombe sous la domination de la zaouïa de Dila au milieu du XVIIe siècle.
C'est à Fès que Moulay Rachid se fait proclamer sultan de l'Empire chérifien en 1667, devenant ainsi le premier souverain de la dynastie alaouite, mais son successeur Moulay Ismail désigne Meknès comme nouvelle capitale du Maroc à partir de 1672. Il installe à Fès en garnison une partie de la tribu Guich des Oudayas qui l'avait aidé à gagner le pouvoir. Après sa mort (1727), les Oudayas se mutinent, et ils ne seront expulsés de la ville qu'en 1833 par le sultan Abd al-Rahman. Moulay Abdallah, le successeur de Moulay Ismail, fait de Fès son lieu de résidence permanent pendant la guerre dynastique alaouite et fait rénover ou construire mosquées, écoles (madrasas), ponts et rues, notamment les rues de Fès Jedid qui sont désormais pavées. Mohammed III s'installe en revanche à Marrakech entre 1757 et 1790. En 1820 Fès se révolte contre le sultan Moulay Slimane, et ce soulèvement mené de concert avec les Aït Oumalou et autres tribus importantes du Moyen Atlas conduit à l'ascension sociale de la puissante bourgeoisie marchande au détriment de l'élite religieuse traditionnelle. Le makhzen ayant perdu le contrôle de la capitale de l'Empire chérifien, Moulay Slimane discrédité par sa politique se voit obligé d'abdiquer en 1822 en faveur de son neveu Abd al-Rahman.

### XIXesiècle

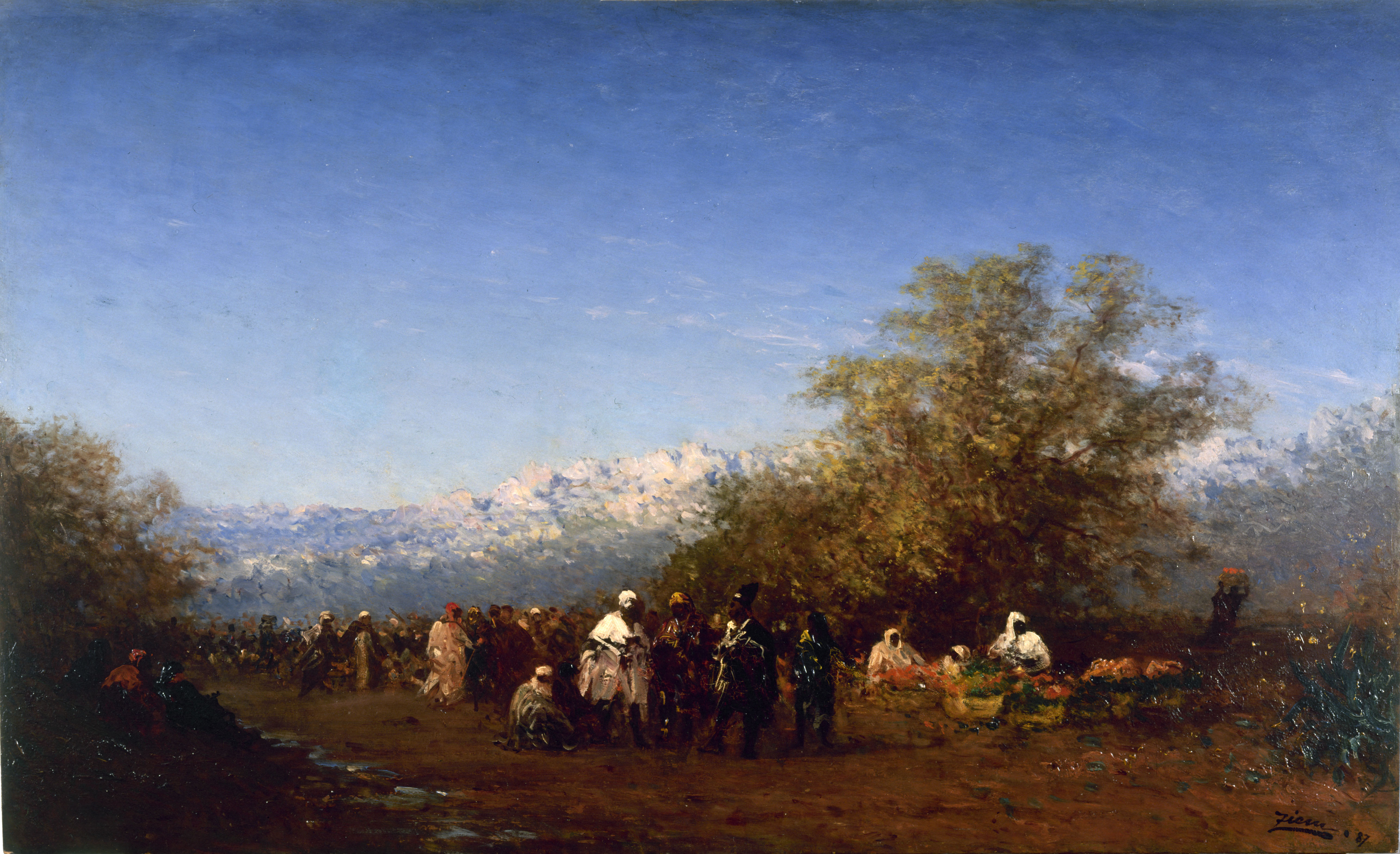
Marché à Fez
Félix Ziem, 1887
Petit Palais, Paris

Au XIXe siècle, les deux anciennes parties de la ville sont reliées. Jusqu'au début du protectorat en 1912, Fès est la capitale du Maroc, fonction qui est par la suite dévolue à Rabat. Les explorateurs Charles de Foucauld et Mardochée Aby Serour séjournent à Fès lors du ramadan 1883 car ils ne parviennent pas à trouver de protecteurs pour poursuivre leur route vers le sud. Ils logent dans le mellah chez M. Benchimol, une inscription sur la maison signale encore leur passage. Foucauld décrit le commerce florissant de la ville entre les marchandises européennes en provenance de Tanger, " les cuirs du Tafilalet, les laines, la cire et les peaux de chèvres des Aït Ioussi et des Beni Ouaraïn, parfois même les plumes du Soudan". Mais pour l'explorateur le potentiel commercial de la ville pourrait être valorisé. Trois raisons entravent son développement selon lui; l'insécurité permanente des routes marocaines en raison des guerres et des pillages que se livrent les tribus, le prix élevé des transports à cause des péages et du coût des escortes, enfin le taux de crédit excessivement élevé dont il fait une analyse détaillée.
En plus d'une description de la situation économique et politique de la capitale marocaine, l'explorateur français offre un témoignage sur les costumes et la mode fassie à la fin du XIXe siècle. Il loue par ailleurs "la grande beauté" et la "propreté merveilleuse" des habitants.

### Le protectorat français et l'indépendance
C'est à Fès que le traité franco-marocain instaurant le Protectorat français au Maroc est signé le 30 mars 1912. La promotion de Saint-Cyr de 1909-1912 porte le nom de « Promotion de Fez ». Moins de trois semaines après la proclamation officielle du Protectorat, d'importantes émeutes antifrançaises éclatent dans la ville et font des centaines de victimes : rebelles, civils musulmans et Juifs, Européens. Les autorités du Protectorat déplacent alors la capitale à Rabat, mais Fès reste cependant un important lieu de résidence royale et un centre culturel, politique et économique de premier ordre.
Une ville nouvelle est créée sur les plans d'Henri Prost, à côté de la médina qui fait, quant à elle, l'objet d'une politique patrimoniale avant-gardiste. Beaucoup d'initiatives nationalistes et anticolonialistes ont Fès pour origine, ce qui fait de la ville un berceau majeur du mouvement national marocain et notamment du parti de l'Istiqlal.

Photographies de Walter Mittelholzer en 1932, Bibliothèque de l'École polytechnique fédérale de Zurich

En 1944, est rédigé le Manifeste pour l'Indépendance dans une maison de l'ancienne médina, située aujourd'hui Place de l'Istiqlal. La ville connaît néanmoins des difficultés sociales croissantes après 1956, et doit faire face au déferlement de l'exode rural. Les émeutes de 1990 sont le point culminant de cette détérioration des conditions de vie.
Sous la direction de Lyautey et d'après les plans de l'architecte Henri Prost, une nouvelle ville se développe dans les environs de Dar Debibagh au sud de Fès Jedid. Si elle fut dans un premier temps le quartier résidentiel des Européens, la « ville nouvelle » a continué à se développer comme ville arabe moderne avec de nouveaux quartiers de villas. Les autorités, institutions et entreprises de services s'y sont installées.
Une des conséquences du transfert de la capitale sur le littoral atlantique est le départ d'une grande partie de la population fassie de souche vers Casablanca, Rabat et dans une moindre mesure Tanger. Du simple artisan à l'entrepreneur en passant par le lettré beaucoup furent obligés de quitter une ville qui avait perdu son statut prestigieux.

## Démographie
La ville de Fès compte 1 112 072 habitants en 2014. Elle se divise en trois parties :
- Fès el-Jedid : édifiée au XIIIe siècle par les Mérinides, elle est une cité administrative et royale où le Roi aime à se rendre pour marquer la solennité d'un événement ou l'importance d'une décision ;
- Fès el-Bali : le plus vieux quartier, commencé sous les Idrissides ;

Fès el-Jedid et Fès el-Bali forment la médina de Fès, faisant partie du patrimoine mondial de l'UNESCO.
- Fès ville nouvelle (Dar Dbibegh) : construite par les Français à l'époque du protectorat. C'est dans cette partie de Fès que se rencontrent modernité et tradition.

La Médina de Fès abrite actuellement[Quand ?] une population de 156 000 habitants et s'étend sur 271 hectares.
Les habitants de Fès sont appelés « Fassis ». À noter toutefois que ce terme désigne également au Maroc une population plus large, celle des descendants des familles anciennes de Fès ayant quitté la ville au cours du XXe siècle pour s'installer vers l'axe Casablanca-Rabat.

## Administration et politique

### Arrondissements locaux
La commune de Fès se compose de 6 arrondissements locaux :
1. Agdal
2. Saiss
3. Fès-Médina
4. Jnan El Ouard
5. El Mariniyine
6. Zouagha.

### Élus
Depuis les élections de 2021, le maire de Fès est Abdeslam Bekkali (عبد السلام البقالي).
| Période   | Maire | Maire                     | Parti | Parti | Statut                          |
| --------- | ----- | ------------------------- | ----- | ----- | ------------------------------- |
| 2003-2015 |       | Abdelhamid Chabat         |       | PI    | Syndicaliste Député de Fès-Nord |
| 2015-2021 |       | Driss El Azami El Idrissi |       | PJD   | Chimiste Député de Fès-Sud      |
| 2021-     |       | Abdeslam Bekkali          |       | RNI   | Homme Politique                 |

## Géographie

### Topographie
L'altitude de Fès est d'environ 400 m. L'océan Atlantique se situe à 160 km à l'ouest à vol d'oiseau, Rabat à 200 km. 
La ville, située dans la plaine du Saïss, entre le Rif au nord et le Moyen Atlas au Sud, subit l'effet de versant des montagnes. La vieille ville est située dans une vallée le long des rives de l'Oued Fès juste au-dessus de sa confluence avec la plus grande rivière Sebou au nord-est. La rivière Fès prend ses sources du sud et à l'ouest et est divisé en plusieurs petits canaux qui alimentent la ville historique en eau. Ceux-ci se jettent à leur tour dans l’Oued Bou Khrareb, le tronçon de rivière qui traverse le milieu de Fès el-Bali et sépare le quartier Qarawiyyin du quartier andalou. 

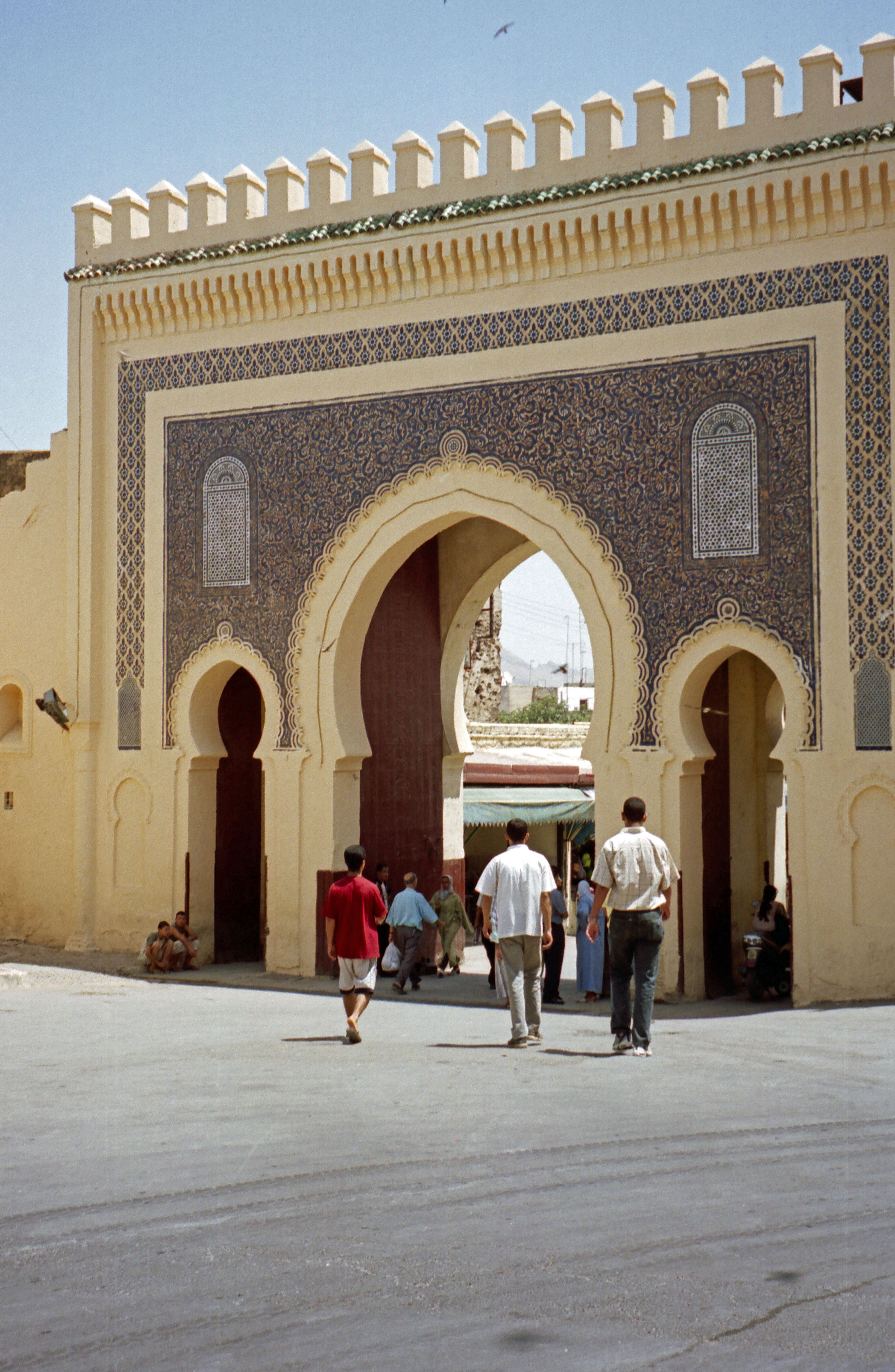
Fès Bab Bou Jeloud

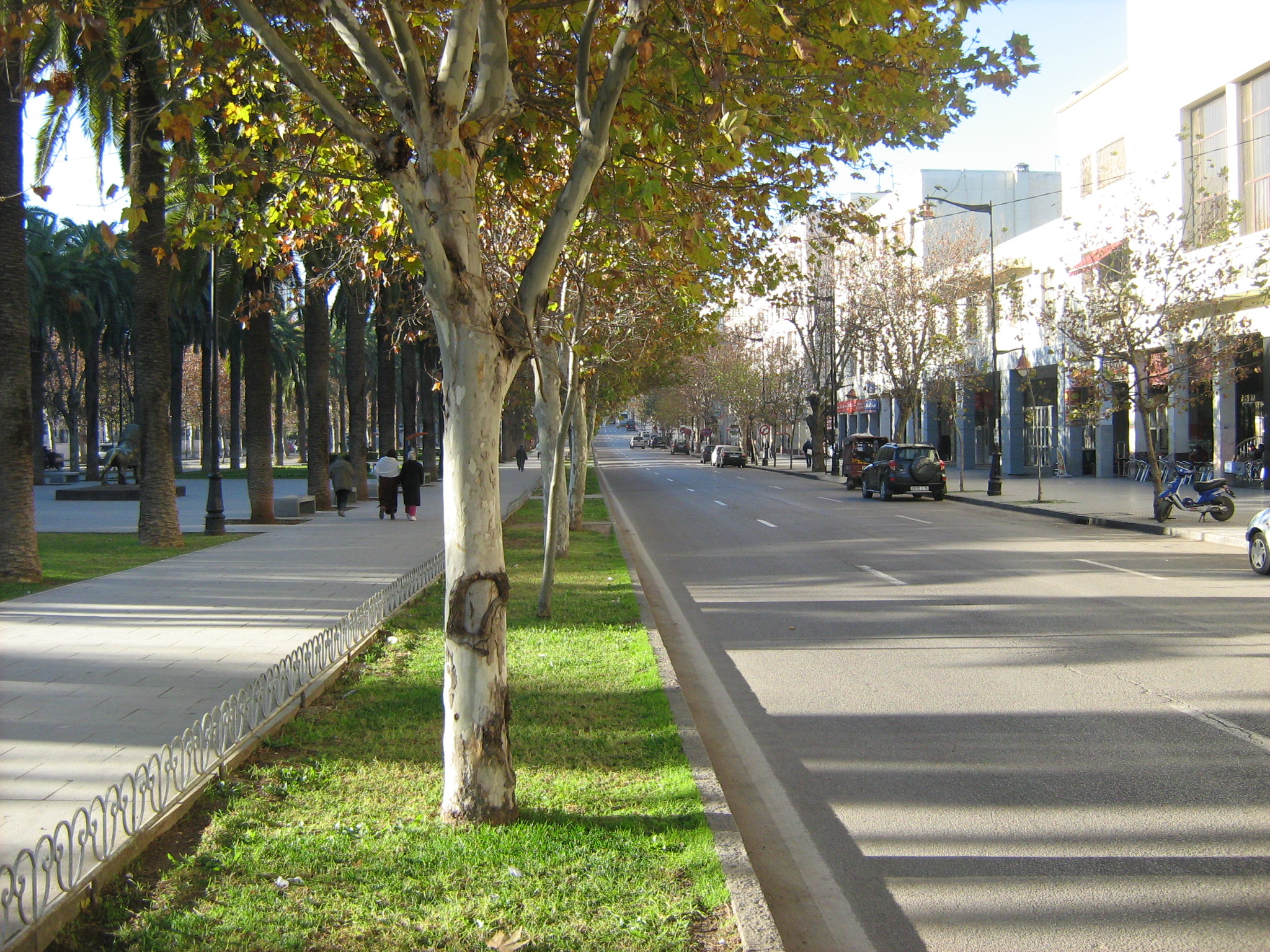
Fès Dbibagh Avenue Hassan II

### Climat
Le climat de Fès est méditerranéen, mâtiné de continentalité et subissant les influences atlantiques. Il est comparable à celui des villes du sud de l'Espagne, Cordoue notamment.
L'hiver est plutôt doux voire froid, et humide. En janvier, les minimales moyennes avoisinent les 4 °C, tandis que les maximales sont légèrement supérieures à 14 °C. Cela dit, des épisodes de gel ne sont pas rares (le mercure peut afficher 0 °C, voire un peu moins en décembre, janvier ou février). L'hiver 2004-2005 a été tout à fait exceptionnel : le mercure a, plusieurs fois, atteint la barre des -3/−4 °C, voire au-delà. Le 28 janvier 2005, à 10h du matin, il est même descendu à −8 °C (record absolu de la ville).
Lorsque les masses d'air fraîches et humides, en provenance du nord-ouest, intéressent le Maroc, elles s'accompagnent d'une baisse sensible du mercure (pendant trois, quatre, voire cinq jours, il arrive que le mercure affiche 9 °C/10 °C au plus chaud de la journée), de vents froids et de pluies abondantes. Ces précipitations tombent sous forme de neige, dès 1 000 mètres. La fraîcheur hivernale rappelle souvent la neige du Moyen Atlas à 40 km au sud de la ville. Lorsque le mercure descend en dessous des −2 °C (phénomène assez récurrent : janvier 2013 (−3,0 °C) février 2012 (−4,3 °C), décembre 2011 (−2,4 °C), janvier 2010 (−2,7 °C), janvier 2009 (−2,5 °C), janvier 2007 (−3,0 °C), janvier 2006 (−4,0 °C), le massif du Kandar (Moyen-Atlas à 40 kilomètres au sud) est couvert d'un épais manteaux neigeux.
On dit qu'il neige à Fès un an sur deux ou un an sur trois. (26 janvier 2007, 28 janvier 2006, 24 janvier 2005). Les précipitations annuelles sont comprises entre 500 et 700 mm.
Le printemps est agréable. Des épisodes frais et pluvieux ne sont néanmoins pas à exclure, surtout en mars! Il neige encore fréquemment à Ifrane à 60 kilomètres au sud. Le mois de mai marque généralement une rupture assez nette. Le mercure y atteint souvent les 30/32 °C. Cela dit, des orages, accompagnés de fraîcheur, ne sont pas à exclure. Fin mai 2015, la ville était sujet des précipitations torrentielles cumulant 117,2 mm en une seule journée.
Ces derniers se sont très rares dès le mois de juin. Le climat de la ville devient extrêmement sec de juin à septembre! Il est fréquent qu'il ne pleuve aucune goutte pendant 3 mois. L'été, les températures moyennes maximales montent jusqu'à 40 °C.  
En septembre, les minimales sont voisines de 19 °C, tandis que les maximales dépassent légèrement les 31 °C. Le mois de novembre marque une transition plutôt nette. C'est le mois le plus pluvieux de l'année! C'est aussi en novembre qu'il recommence à neiger dans l'Atlas voisin, à partir de 1 200 mètres. Les cimes dépassant les 2 000 mètres enregistrent leurs premières chutes de neige dès le mois d'octobre.
| Mois                              | jan.  | fév.  | mars  | avril | mai   | juin  | jui. | août  | sep.  | oct.  | nov.  | déc.  | année |
| --------------------------------- | ----- | ----- | ----- | ----- | ----- | ----- | ---- | ----- | ----- | ----- | ----- | ----- | ----- |
| Température minimale moyenne (°C) | 4     | 4,9   | 6,8   | 8,3   | 11,1  | 14,6  | 17,8 | 18,2  | 15,9  | 12,6  | 8,4   | 5,4   | 10,76 |
| Température moyenne (°C)          | 9,8   | 11    | 13,3  | 14,9  | 18,4  | 22,6  | 26,3 | 26,5  | 23,3  | 19,2  | 14,1  | 11,1  | 17,62 |
| Température maximale moyenne (°C) | 15,6  | 17,2  | 19,8  | 21,6  | 25,6  | 30,5  | 34,9 | 34,9  | 30,7  | 25,8  | 19,9  | 16,8  | 24,6  |
| Précipitations (mm)               | 57,33 | 55,19 | 60,33 | 65,83 | 48,09 | 15,66 | 1,9  | 14,93 | 24,66 | 55,53 | 71,79 | 69,54 | 558,5 |

| Mois                                  | jan.      | fév.      | mars      | avril     | mai       | juin    | jui.      | août      | sep.      | oct.      | nov.      | déc.      | année     |
| ------------------------------------- | --------- | --------- | --------- | --------- | --------- | ------- | --------- | --------- | --------- | --------- | --------- | --------- | --------- |
| Record de froid (°C) date du record   | −8,2 2005 | −5,4 2005 | −2 2007   | 0,1 2004  | 3,2 2004  | 7 2002  | 9,9 2017  | 10,1 ?    | 8,3 2005  | 3,2 2013  | −3,2 ?    | −5,7 ?    | −8,2 2005 |
| Record de chaleur (°C) date du record | 25,4 2016 | 30,5 2010 | 34,3 2017 | 37,8 2017 | 40,8 2015 | 44 2004 | 46,9 2007 | 46,7 2007 | 45,1 2016 | 38,4 2014 | 30,6 2016 | 28,8 2012 | 46,9 2007 |

## Enseignement
La ville de Fès a toujours été considérée comme la capitale culturelle et spirituelle du royaume du Maroc. Elle a abrité pendant longtemps la seule université de l'Afrique du Nord après l'université Zitouna de Tunis : l'université Al Quaraouiyine qui se distingue par sa grande bibliothèque portant le même nom. Actuellement[Quand ?] Fès demeure une destination culturelle par excellence. Dans le passé les étudiants venaient de loin pour faire des études de théologie (les medersa). Ils étaient groupés dans des sortes d'internats à proximité des medersa et recevaient une bourse symbolique.

### Universités

#### Université Al Quaraouiyine
L'université Al Quaraouiyine à Fès est considérée comme la plus ancienne au monde par l’Unesco, le Guinness des records et des historiens musulmans. Encore en activité, sa construction a débuté en 859 sous le règne de la dynastie idrisside. Elle a vu passer de grands philosophes arabes comme Averroès (Ibn Rochd) et Avempace (Ibn Baja). Elle est l'emblème de la ville et son architecture est un des meilleurs représentant du style arabo-andalou (9). Son nom est issu de la communauté des 2 000 familles urbaines kairouanaises (de Kairouan) qui s'était installée et avait fondé le nouveau quartier dans la ville (voir plus haut).
Fondée au IXe siècle, elle fut d'abord une école coranique dépendant d’une mosquée. À ce titre, elle peut postuler au titre de la plus ancienne université du monde,, ou en tout cas du plus vieil établissement d'enseignement. Cela, si toutefois l’on ne tient pas compte des écoles philosophiques fondées à Athènes au IVe siècle av. J.-C., comme l’Académie de Platon (-387), de la bibliothèque et du Musée d’Alexandrie (IIIe siècle av. J.-C.), et des nombreuses écoles supérieures qui s’en sont inspirées dans l’empire gréco-romain ; des écoles attenant aux grands monastères bouddhistes comme celui de Nālandā fondé au IIe siècle en Inde ; ou de l’ « université » de Gundishapur en Perse (IIIe siècle apr. J.-C.).
Comme toutes les universités du Moyen Âge (Europe chrétienne ou Occident et Orient musulmans), elle a d'abord été théologique puis, comme la théologie définit le droit, juridique, elle a également joué un rôle de préservation et de diffusion de la langue arabe (linguistique, grammaire, rhétorique) et de traduction de textes (hébreu, grec, latin vers l'arabe). Elle est aussi une bibliothèque de manuscrits.
Ce rôle juridique a aussi une fonction essentielle : par son rôle d'archives (héritage en particulier) elle a aussi eu une fonction de compilation et de point de référence des lignages familiaux. Or, ces derniers ont un rôle important dans l'affirmation des grandes familles de la ville. Elle a donc permis d'établir certains droits et titres.
Sur les plans théologique et juridique, elle a été le point nodal de la doctrine malékite. Cette doctrine ou rite a aujourd'hui une extension importante : en gros toute l'Afrique de l'Ouest musulmane jusqu'aux pays Haoussa au Niger et Nigeria.
Plusieurs figures de proue de cet enseignement sont à citer :
- Abou Amrane El Fassi (430 H: 1009 C) jurisprudence malékite au sein de l’université de Kairouan (actuelle Tunisie) et Al-Azhar (Le Caire, Égypte) ;
- Abu Ali Al Kali : littérature, de Cordoue ;
- Sabek Al Matmati : poésie, venu de Damas ;
- le Cadi Abu Bakr Al Arabi enterré à Fès fut le disciple de Abi Hamed Al Ghazali en orient avant de publier ses ouvrages au Maroc et en Andalousie ;
- Ibn Ajroum Annahoui (723 H: 1302 C) grammaire, à Fès, lequel a été commenté au Caire et Bagdad, traduit et publié en Europe (8).

Un apport important de l’université Al Quaraouiyine à la société marocaine et aux sociétés arabo-islamiques est l’édification de la personnalité islamique, de l’identité religieuse et de la mémoire sociale.

#### Université Sidi Mohammed Ben Abdellah
L'université Sidi Mohamed Ben Abdellah de Fès est une université moderne fondée en 1975. On y compte treize établissements en pleine relance dotés d'installations de qualité : bibliothèques, amphithéâtres, laboratoires, salles de conférences, équipement multimédia :
Les établissements de l'Université Sidi Mohamed Ben Abdellah de Fès :   
- Faculté de Médecine et de Pharmacie et de Médecine dentaire
- Faculté des Sciences
- Faculté des Sciences Juridiques, économiques et Sociales
- Facultés des Lettres et des Sciences Humaines
- Faculté des Sciences et Techniques
- École Supérieure de Technologie
- École Nationale des Sciences Appliquées
- École Nationale de Commerce et de Gestion
- École nationale de l'architecture
- École Normale Supérieure
- Faculté Polydisciplinaire de Taza
- Faculté Polydisciplinaire de Taounate
- Institut des Sciences du Sport

Président :  Radouane Mrabet

#### Université Euro-Méditerranéenne de Fès
L'université Euro-Méditerranéenne de Fès (UEMF) est une université ultra-moderne et écologique fondée en novembre 2012. C'est une université à caractère régional qui a pour objectif de promouvoir les échanges, le dialogue interculturel et les partenariats académiques et culturels dans la région Euro-Méditerranéenne ainsi que la formation et la recherche de haut niveau. Son originalité réside dans sa forte dimension multinationale et pluridisciplinaire. En effet, les étudiants recrutés proviennent des différents pays membres du consortium EuroMed Tech (Maroc, France, Espagne, Italie et Portugal) dont elle fait partie, mais également d'Afrique du Nord et du Moyen-Orient. L'université veut répondre à la volonté de développement du Maroc.
L'université est constituée de deux pôles : le pôle ingénierie et architecture et le pôle sciences humaines et sociales.
- INSA Euro-Méditerranée
- École Euromed d’Architecture de Design et d’Urbanisme
- Faculté Euromed de Génie
- Faculté Euromed des Sciences Humaines et Sociales
- Institut Euromed de Science Politique
- Institut Euromed des Études Avancées
- Sciences Économiques et Management

## Culture
La maison de la culture Agdal en centre-ville comporte une salle de théâtre et de concerts, des salles d'exposition et une bibliothèque. La Galerie Mohamed Kacimi, construite par l'État et gérée par la ville propose des expositions d'art contemporain. C'est aussi à Fès que l'atelier de production et de formation de L'appartement 22 est développé par Abdellah Karroum. Ces sessions ont donné lieu à des productions pour la radio culturelle R22.

### Langue
Si l'arabe classique reste la langue littéraire, l'arabe dialectal est ultra-majoritaire. Le parler de Fès présente cependant des tournures particulières que d'aucuns qualifieraient de précieuses, tendant à enjoliver/adoucir/féminiser les mots (kwiyyiss au lieu de ka's) issues de l'arabe andalou. Il est encore parlé par quelques dizaines de milliers de descendants des Familles anciennes de Fès. Parler non-hilalien proche des parlers de Meknès, de Rabat et de Tétouan, on y retrouve quelques emprunts lexicaux à la langue espagnole et des caractéristiques de l'arabe andalou.
Il est à noter également que nombreux habitants des classes supérieures parlent le français en tant que première langue avant l'arabe.

## Économie

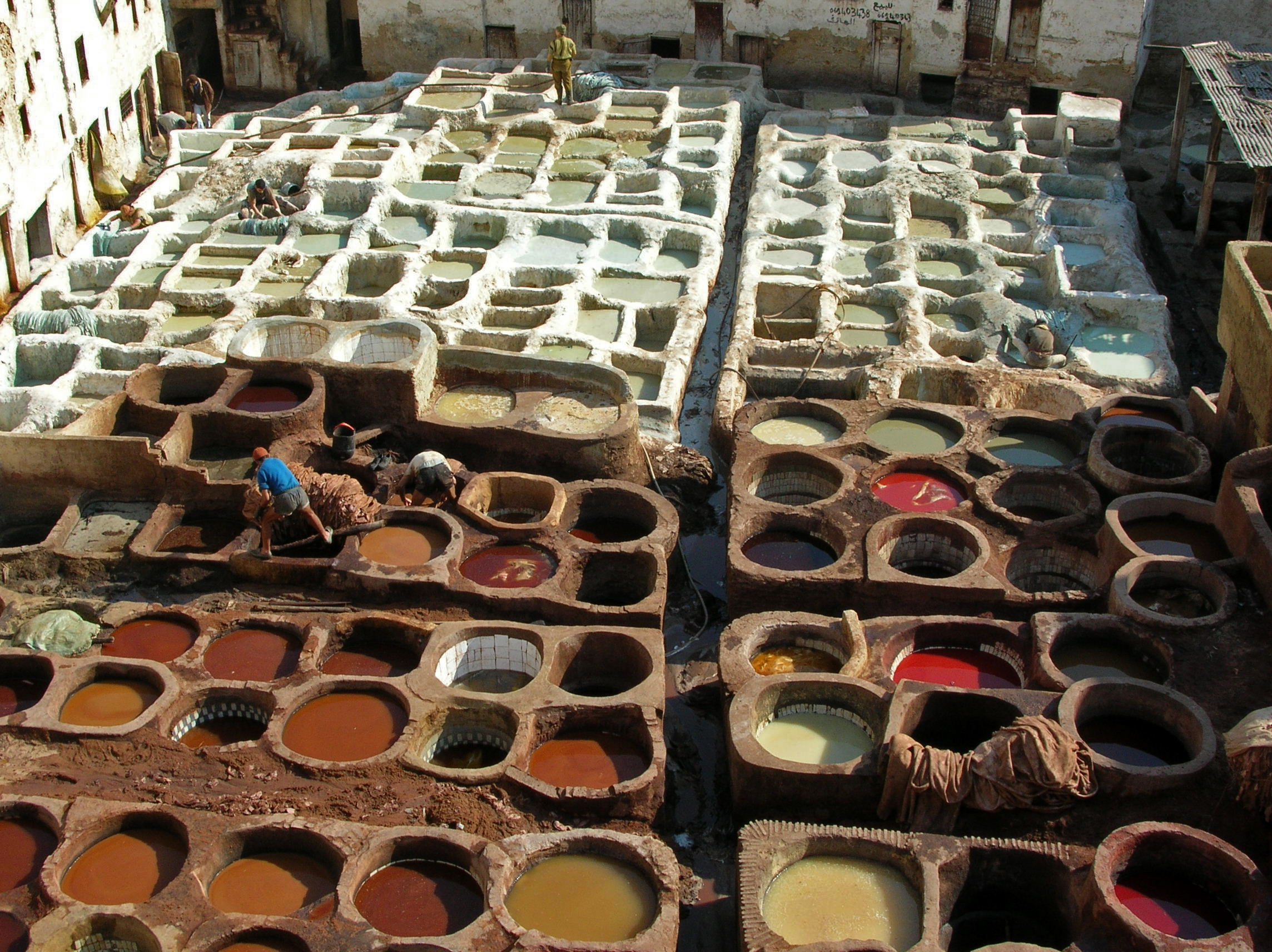
Tannage du cuir à Fès

Fès fonde de grands espoirs sur le tourisme. L'infrastructure hôtelière a connu ces dernières années une croissance rapide, ainsi que celle des maisons d'hôtes traditionnelles appelées "Riad" (avec jardin) et ''Dar''(sans jardin).
La ville est très connue pour son artisanat très riche, dont le savoir-faire est jalousement gardé et transmis de père en fils depuis des générations.
Fès est traditionnellement présente dans l'industrie textile avec la transformation du coton et de la laine.

## Tourisme

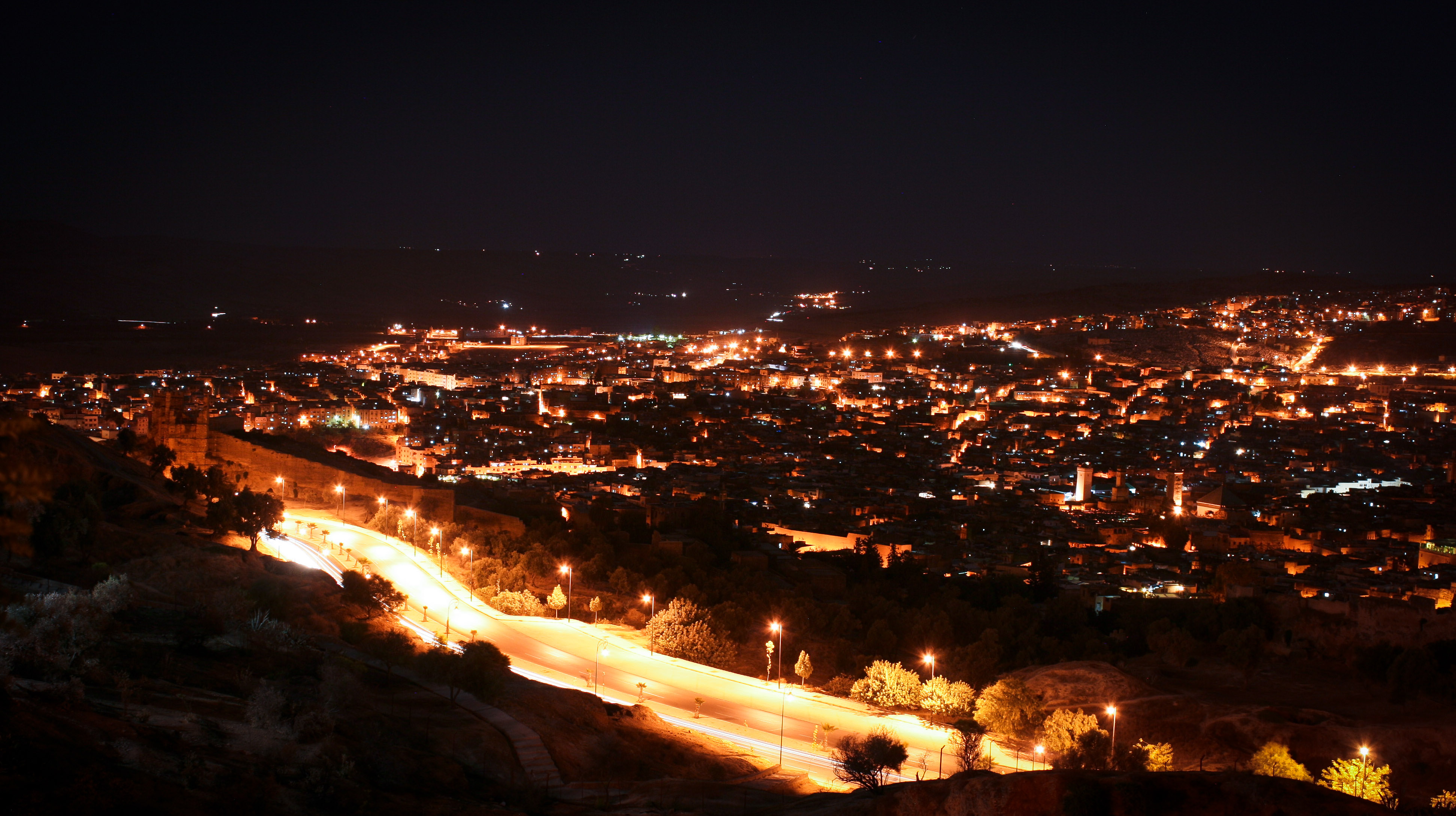
Vue panoramique sur l'ancienne Medina

Ces dernières décennies, le tourisme n'a cessé de se développer (1 million de visiteurs par an)[réf. nécessaire] et est devenu un important facteur économique. Fès propose des manifestations culturelles telles que le Festival de Fès des musiques sacrées du monde au mois de juin de chaque année. De nombreux étrangers se sont installés à Fès et ont ouvert des maisons d'hôtes.

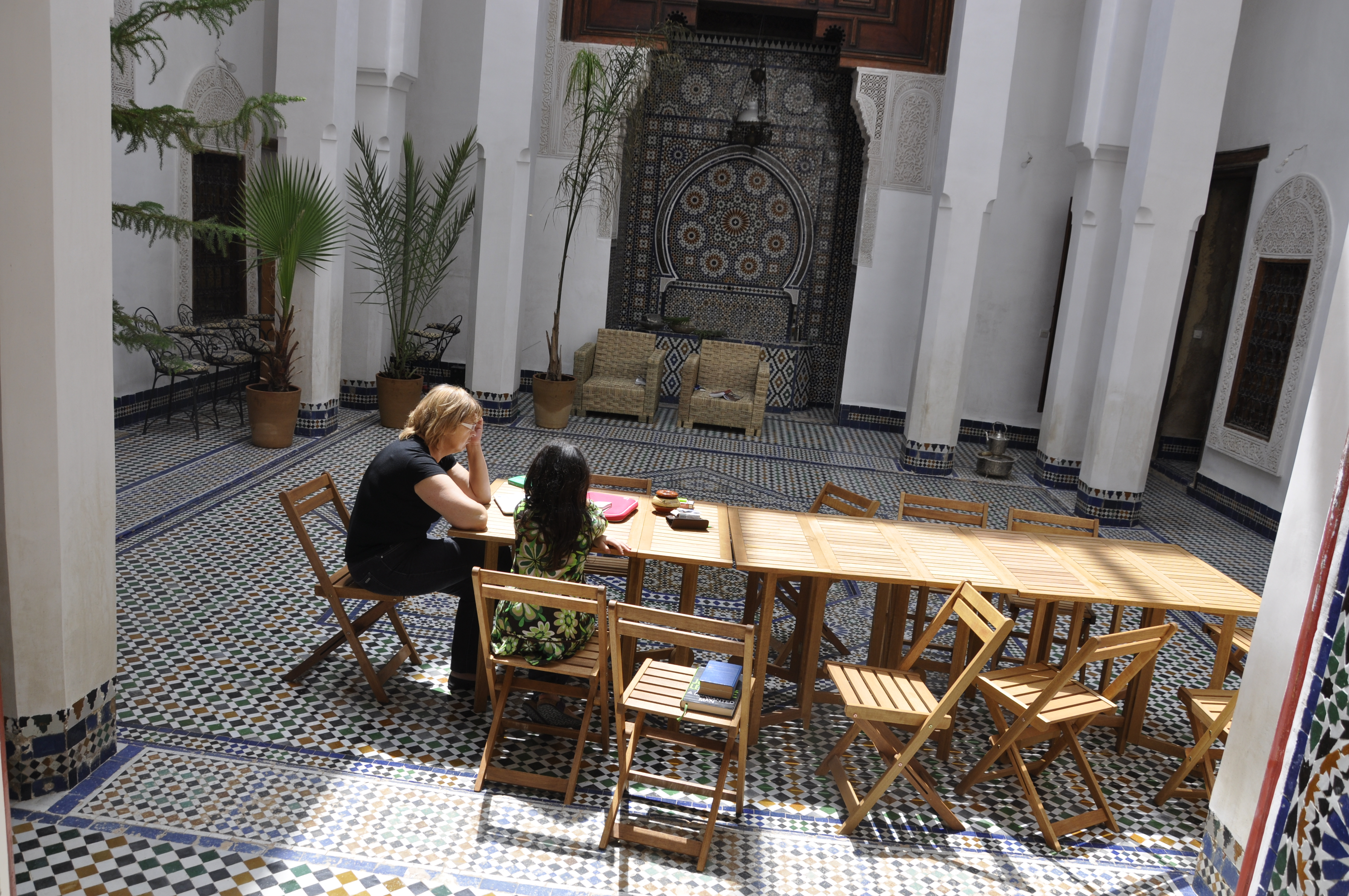
Le Riad Dar 7 Louyat à Fès

En effet, l'ancienne médina est riche en patrimoine. Ses remparts, ses châteaux, ses mosquées, ses rues aux mille senteurs, ses souks qui n'existent nulle part ailleurs. On peut ainsi faire le tour de la ville en passant par les portes légendaires de Bab El Guissa vers le nord-est, Bab Ftouh vers l'est sur la route de Taza, qui mène d'ailleurs aux thermes de Sidi Harazem, Bab Jdid, la porte d'entrée la plus proche pour accéder aux souks. Bab Boujloud vers l'Ouest. Chacune de ces portes a ses caractéristiques avec notamment Bab Boujloud, la porte caractérisée par la mosquée qui porte le même nom, et les deux principales rues qu'elle dessert, La Talaa al kbira où on peut apprécier la Medersa Bouananya et ses horloges suspendues, et la Talaa as sghira où on peut apprécier les bouquinistes. Ces deux rues mènent aux souks d'al Attarine (souk aux épices et au henné) de même que vers le quartier Moulay Idriss où on peut voir le mausolée du fondateur de la ville (deuxième roi de la dynastie idrisside, descendants de Mahomet), mais aussi les tanneries de Guernize et celles plus loin de Blida (Chow ara).
La mosquée Al Qarawiyyĭn est la jumelle de celle de Kairouan (Sidi Oqba). Cette grande mosquée connue dans le monde entier est située au centre des souks de l'ancienne médina et toutes les portes précédemment citées y mènent.
La place Chemaïne est connue pour le commerce des dattes et des noix mais aussi pour son artisanat (Ceinture sertie au fil doré dit de Sicile) et d'autres effets utilisés par les mariées. Parallèlement à cette place, de l'autre côté on trouve la place Seffarine qui est connue pour ses fabriques de plateaux de cuivre et de bronze travaillés à la main. Dans cette même place existe la grande et prestigieuse bibliothèque Al Qarawiyyĭn qui abrite des dizaines de milliers d'ouvrages inédits.
L'ancienne médina est traversée par une rivière légendaire qui divise la ville en deux parties dites Aadwa. Ces deux rives datent du premier roi idrisside Idriss Ier qui s'est installé sur l'une des rives, son neveu était venu s'installer sur la rive opposée après l'assassinat de son père. On peut avoir une vue panoramique en prenant la route menant de Bab did à Bab Ftouh juste au pied de la colline qui abrite Borj Dhab ou encore par l'autre rive du côté de Bab el Guissa. La vue est d'ailleurs imprenable. De là on peut définir et identifier les différents quartiers de la médina de même qu'on peut apercevoir tous ses minarets commençant par celui de la mosquée Al Qarawiyyĭn.
Plusieurs medersas (écoles) peuvent être visitées avec notamment la medersa d'al Attarine, celle de Ras ech Charratine, la medersa Bou Inaniya, la medersa de Seffarine). En effet, la ville de Fès jusqu'aux années 1960 a été connue comme la capitale culturelle et spirituelle du royaume avant d'être détrônée par Rabat qui abrite la grande université Mohamed V créée dans les années 1960.
La maison fassie se distingue par la qualité de son architecture et le professionnalisme des artisans qui l'ont construite. Les grandes familles fassies y demeurent et le système patriarcal est resté en vigueur jusqu'aux années 1970. Le départ des jeunes pour continuer leurs études à Rabat ou à l'étranger où sont en vogue de nouvelles carrières (médecine, architecture) a été à l'origine de la dislocation de ce système de famille. Actuellement[Quand ?] de nombreuses maisons sont désertées par leurs propriétaires ou vendues et rachetées et habitées par plus d'une famille par maison.
En effet, ces maisons traditionnelles, plusieurs fois centenaires pour certaines ne peuvent plus être entretenues et souvent restent en ruine. D'où la nécessité de sauvegarder ce patrimoine unique. Les rues sont étroites, les murs s'effondrent par endroits. Le visiteur est étonné de voir ces murs soutenus par de gros madriers dans les environs du quartier de la mosquée Al Qarawiyyĭn et du mausolée Moulay Idriss. Le classement par l'Unesco de la ville de Fès au patrimoine mondial de l'humanité semble aujourd'hui dérisoire car ce patrimoine risque de se perdre petit à petit si rien n'est fait pour le sauver.

### Monuments

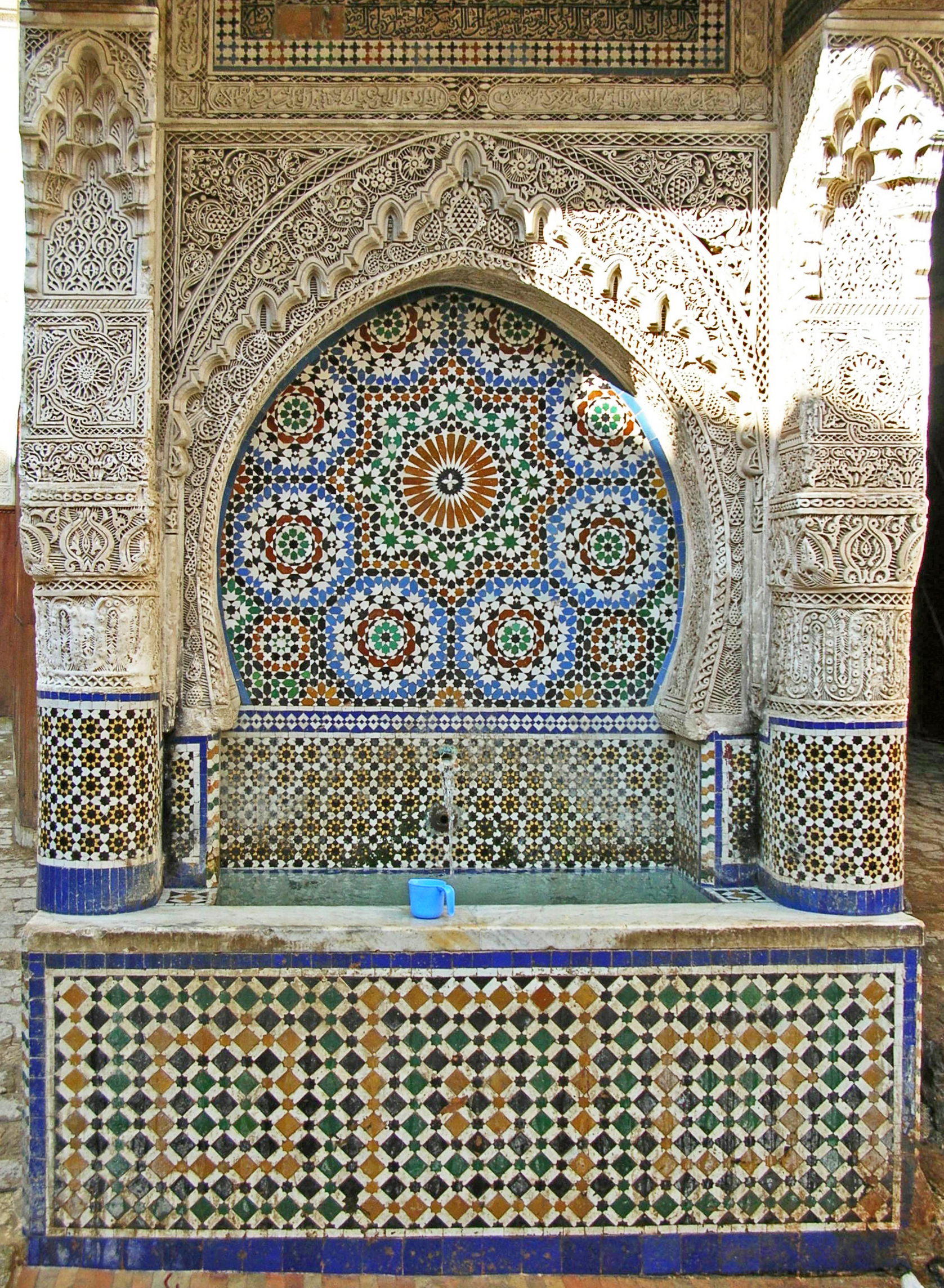
Place Nejarine

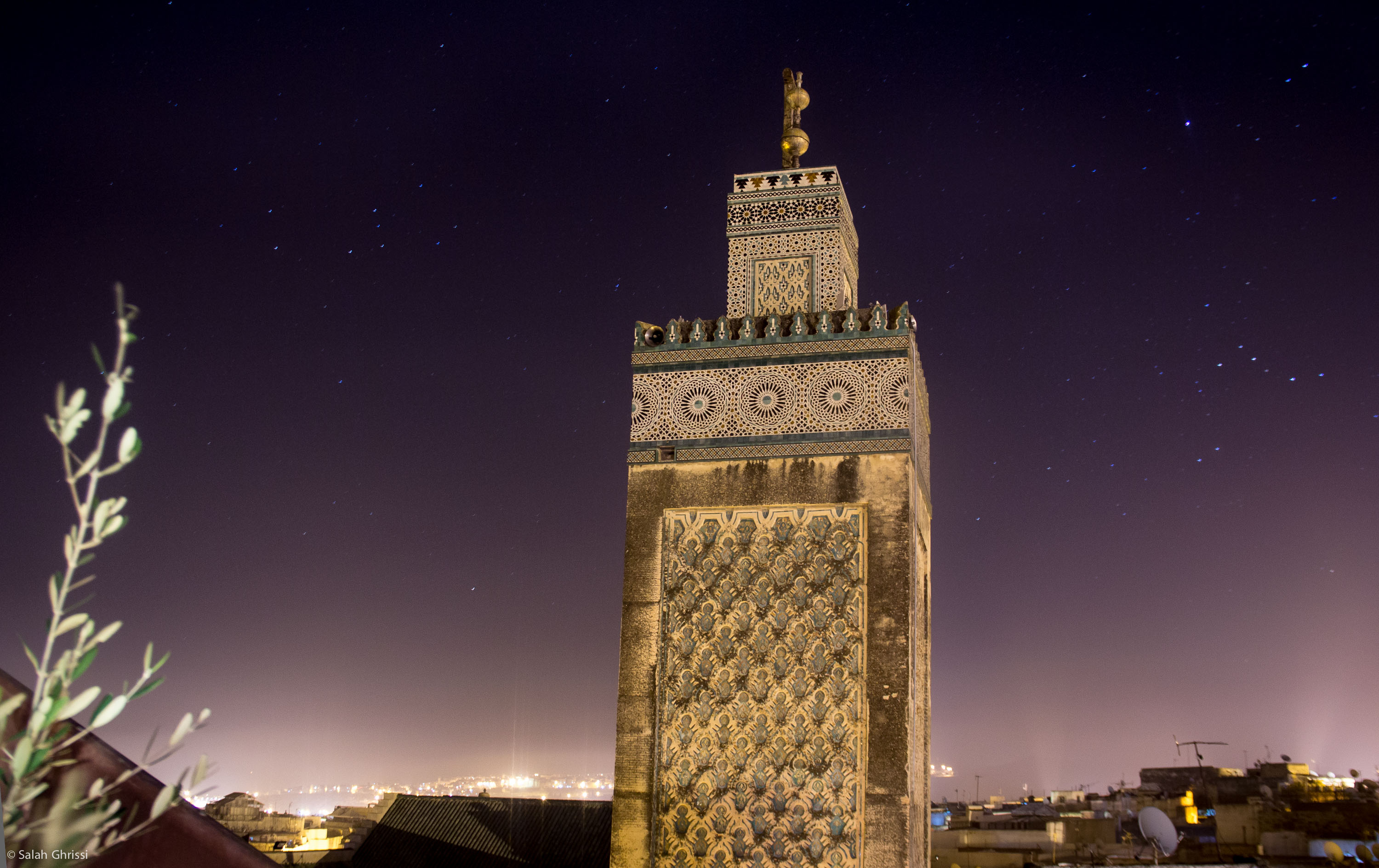
Minaret de la médersa Bou Inania

#### Les quartiers de Fès El Bali

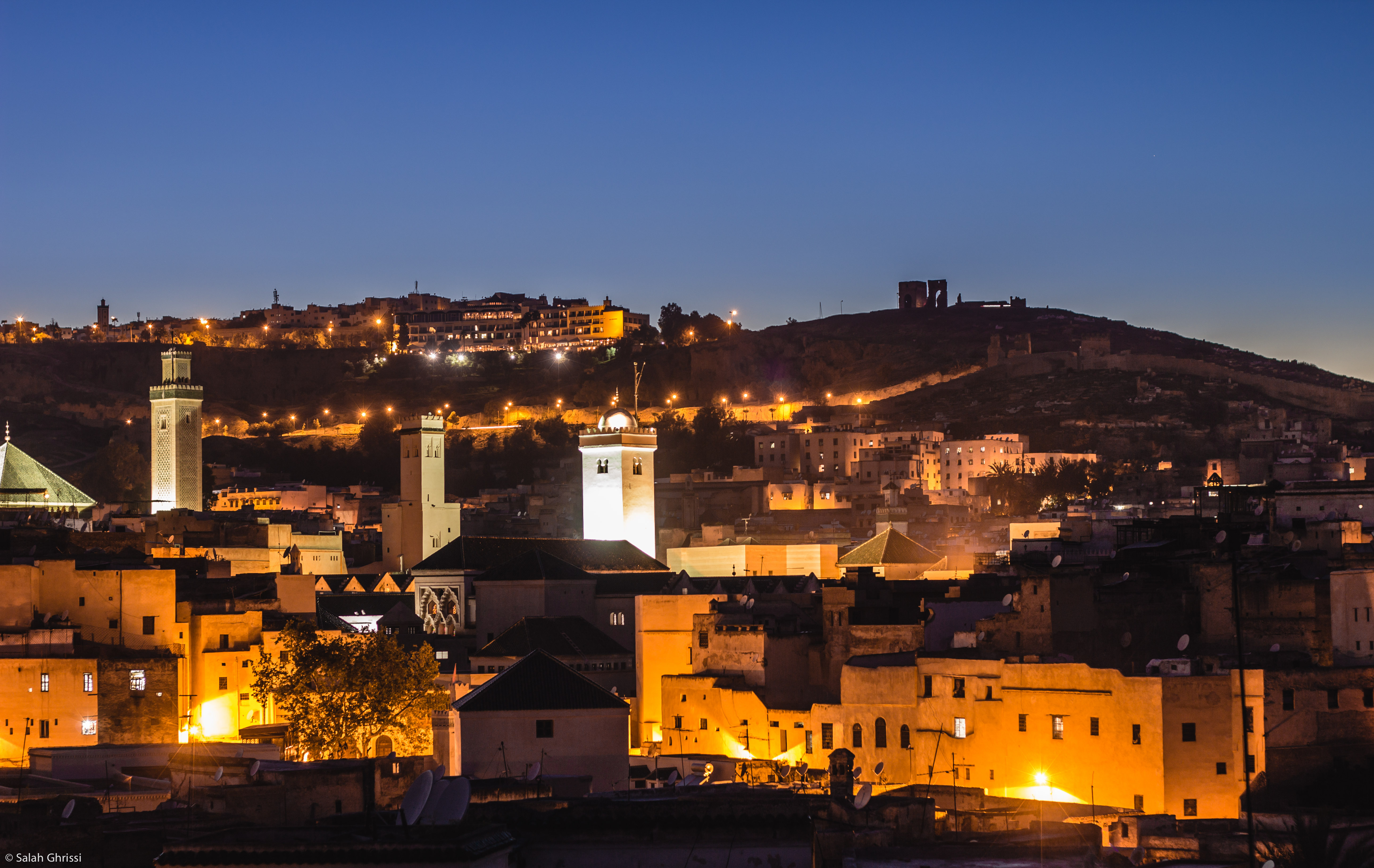
Vue sur l'ancienne médina en longue exposition.

Les dix-huit quartiers de Fès el Bali, connus pour la plupart depuis l’époque des Mérinides, ont été répertoriés par le biographe Mohamed B. Jaafar Kettani dans son livre Salwat alanfas. Il s’agit des quartiers suivants :
1. Nejjarine et Guerniz
2. Maadi, Aqbat ben Soual, Zqaq Elbghel, Quettanine
3. Bab noqba, Sebaa Louyat, Sagha
4. Derb Touil et Blida
5. Fondouq lihoudi, Heffarine, Sidi Ahmed ben Yahia
6. Bab Elguissa et Zqaq Erroumane
7. Zqaq el Hjer, Souiket Bensafi, Zqaq Rouah, Zqaq el ma
8. Cherabliyine, Menia, Cherchour
9. Talaat Fas
10. Siaj, Sidi Ahmed Chaoui, Eljorf, Laayoune, Douh
11. Ras Jenane, Gueza ben Amer, Rehbat Zbib
12. Gueza Ben Zekkoun et Sidi Elaouad
13. Ercif et Qualqliyene
14. Gueza Berqouqa et Makhfia
15. Derb Echikh
16. El Guezira
17. El Qouas
18. Chibouba, Seffah, Jamaa El andalous, Keddane et Errmila

#### Les mosquées de Fès

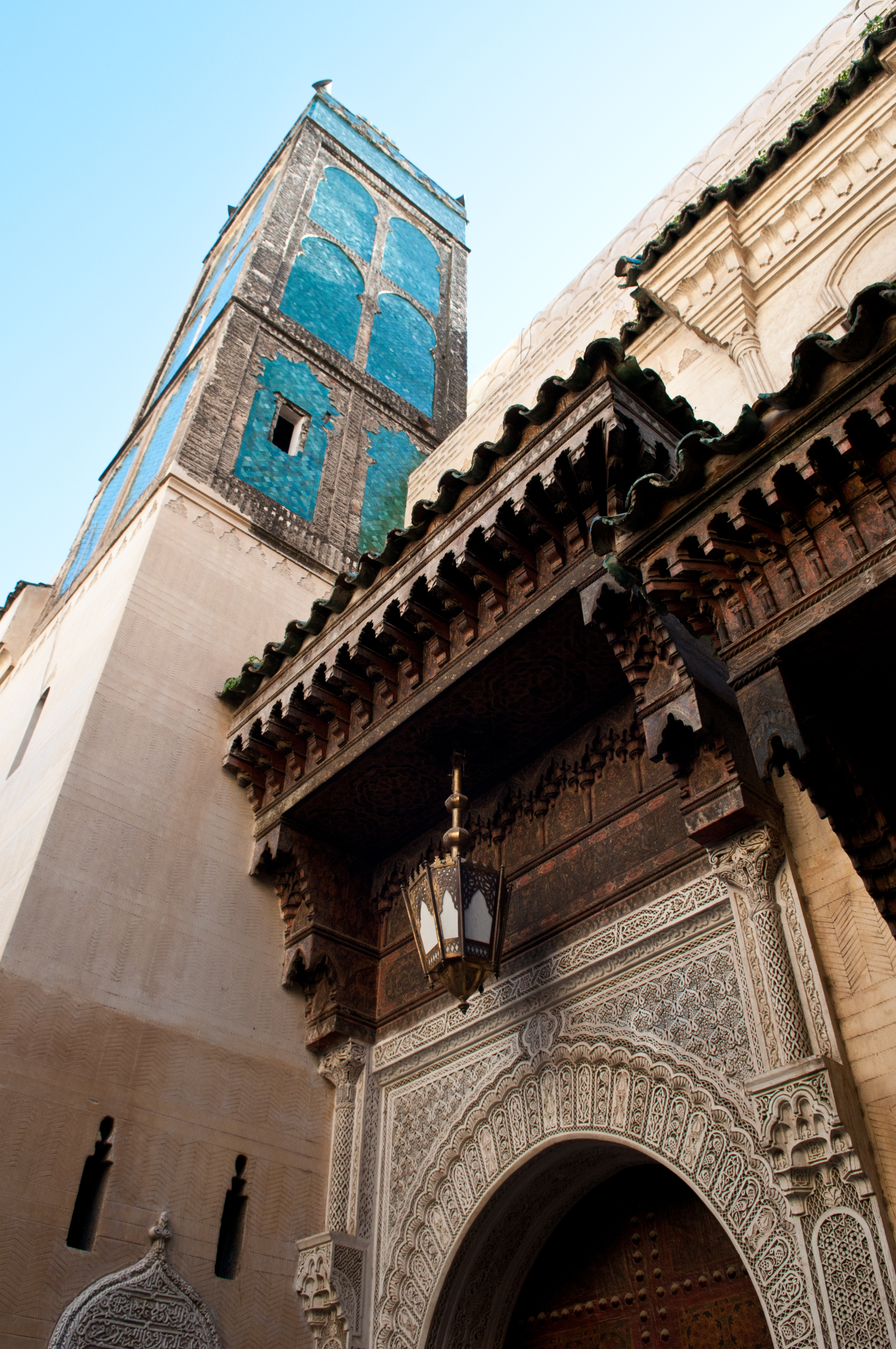
Minaret de la mosquée Sidi Ahmed Tijani

Sous le règne des Almohades, Fès comptait 785 mosquées. Aujourd'hui, bien que leur nombre soit moindre, les mosquées historiques de Fès demeurent nombreuses. 
- Mosquée El-Qaraouiyyîn
- Mosquée Ech-Cherabliyyîn
- Mosquée des Andalous
- Mosquée Sidi Lezzaz
- Mosquée Abou Al Hassan
- Mosquée El Ouad
- Mosquée Al Hamra
- Mosquée Al Beida
- Mosquée Al Azhar
- Mosquée Rcif
- Mosquée Boujeloud
- Grande mosquée de Fès
- Mosquée Sidi Ishaq
- Mosquée Naranja
- Mosquée de Bab Guissa
- Mosquée Sidi Zitouni
- Mosquée Sidi Aouad
- Mosquée Boujida
- Mosquée Makhfia
- Mosquée Hajjaj
- Mosquée Sidi Mansour
- Mosquée Sidi Moussa
- Mosquée Chibouba
- Mosquée Fakharin
- Mosquée El hout
- Mosquée Soltan
- Mosquée Zellije
- Mosquée El Achyakh
- Mosquée Dar Dbibagh
- Mosquée Es-Sabirine
- Mosquée Bastiounia
- Mosquée Oued Souafine

#### Les mausolées de Fès
- Mausolée de Moulay Idriss II
- Mausolée de Sidi Boughaleb
- Mausolée de Sidi Ahmed Tijani

#### Les musées de Fès
- Palais Batha
- Musée Nejjarîn des Arts et Métiers du bois
- Musée du Borj Nord
- Musée de la musique arabo-andalouse à Dar Adiyel
- Dar Belghazi

#### Les médersas de Fès
- Médersa Bou-Inania
- Médersa El-Attarîn
- Médersa Es-Sahrij
- Médersa Seffarine
- Médersa Misbahia
- Médersa de Bab Guissa

#### Les fondouks de Fès
D’après les statistiques de l’ADER (Agence pour le développement et pour la réhabilitation de la médina de Fès), la ville de Fès compte 115 fondouks. La situation actuelle de ces fondouks est comme suit : 16 fondouks en bon état, 71 détériorés, 15 menacés et 13 en ruines.

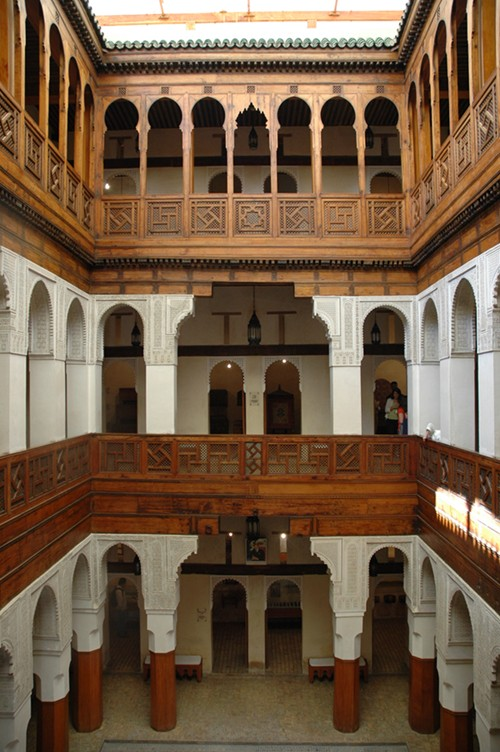
Fondouk Nejjarine

- Foundouk des peaussiers
- Fondouk des Tétouanais
- Fondouk Nejjarine
- Fondouk Bouselhame
- Fondouk Lebbada
- Fondouk Lihoudi
- Fondouk Qaat Smen

#### Les fortifications de Fès

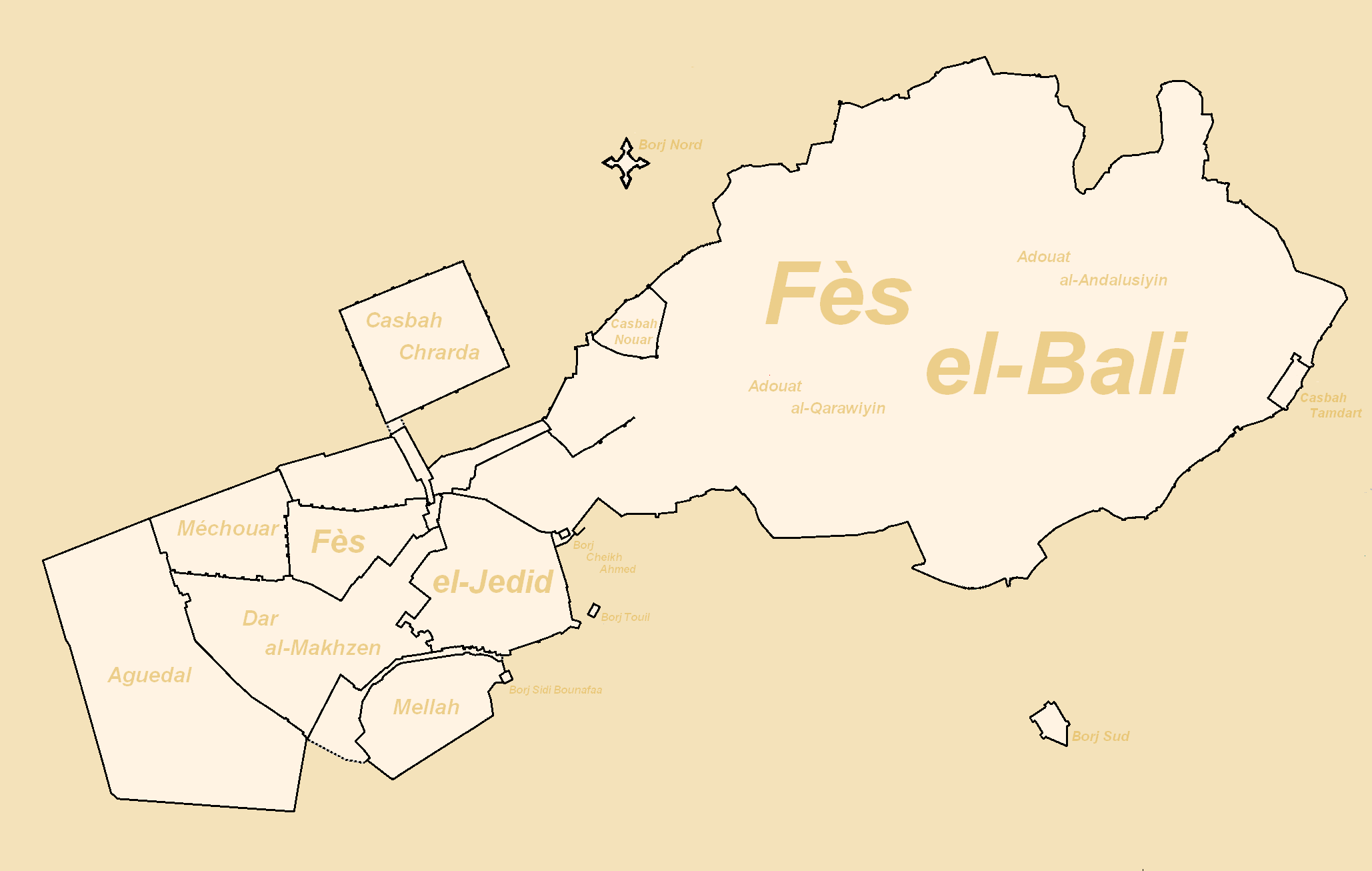
Carte des enceintes et des fortifications de Fès

- Borj Nord
- Borj Sud
- Borj Touil
- Borj Sidi Bounafaa
- Borj Cheikh Ahmed

#### Portes de Fès
- Bab Boujeloud
- Bab el Khokha
- Bab Chorfa
- Bab Mahrouk
- Bab Dkaken
- Bab Cherarda
- Bab Sagma
- Bab Sbaa
- Bab Makina
- Bab Boujat
- Bab Chems
- Bab Semmarine
- Bab Lamer
- Bab Magana
- Bab El Mellah
- Bab Dar El Makhzen
- Bab Riafa
- Bab Ain zliten
- Bab Rmila
- Bab Rcif
- Bab Jdid
- Bab Ftouh
- Bab Guissa
- Bab Lahdid
- Bab Sidi Boujida
- Bab Ifriquia

#### Kasbahs de Fès
- Dar Debbagh
- Kasbah Cherarda
- Kasbah Nouar
- Kasbah Chems
- Kasbah de Tamdart

#### Les palais de Fès
- Dar el-Makhzen
- Dar Anebar
- Dar Moqri
- Dar Bba Mhamed Chergui
- Dar Glaoui
- Dar Batha
- Dar Tazi
- Palais Jamaï

Fontaines de Fès
- Fontaine Nejjarine
- Fontaine Bab Guissa

### Fès, capitale spirituelle
Capitale culturelle et spirituelle du Maroc, Fès est une ville millénaire. En la parcourant, on peut facilement se laisser emporter à travers son histoire, grâce à ses nombreuses mosquées, médersas, fondouks, fontaines et salles d'ablution, jardins historiques, murailles et remparts, portes fortifiées, mellah et synagogues, manufactures, mausolées, palais et riads, places et souks. Des Idrissides aux Alaouites, des Andalous aux Juifs, toutes les dynasties et tous les peuples ont laissé leur empreinte sur la ville.
Ces dernières années de nombreux monuments ont été restaurés, comme la médersa El-Attarîn, la médersa Bou-Inania (XIVe siècle), la Magana (une horloge hydraulique unique au monde) et la bibliothèque de la mosquée Quaraouiyine. Cette dernière possède de très rares manuscrits écrits par de célèbres savants comme Ibn Rochd (Averroès) ou Ibn Khaldoun. Appelés "monuments verts", les jardins du palais Batha, créés au XIXe siècle par le sultan alaouite Moulay Hassan Ier et celui du Riad Moqri datant du début XXe siècle ont retrouvé leur végétation.
Aujourd'hui la médina est le principal pôle d'attraction. Toutefois, quelques centres culturels et galeries voient le jour : le Centre culturel municipal Agdal (près de la place Florence) compte une salle de spectacles et une galerie d'exposition.

### Musiques
Il existe plusieurs manifestation culturelles, une des principales est  le Festival de Fès des musiques sacrées (هرجان موسيقى الآلة الأندلسية المغربية  qui a lieu chaque année au mois de mars.

### Artisanat

#### Les poteries de Fès
Fès a fait la grandeur de la céramique marocaine. D’origine très ancienne, les céramiques de Fès sont reconnaissables par leur décor à dominante bleu de cobalt, couleur de la ville, et les motifs qui allient le vert et le jaune or. Véritables artistes, les maîtres-potiers de Fès développent depuis des siècles un sens subtil de l’ornementation émaillée. Encore de nos jours, les ateliers de la ville impériale restent inégalés pour l’élégance et la finesse de leur production.
C’est à Fès qu’est née la céramique émaillée et vernissée. En 814, Idriss II accueille dans sa nouvelle capitale des milliers d’immigrés venus de Cordoue. Parmi ces hommes se trouvent des artisans expérimentés qui ont apporté avec eux des techniques alors inconnues au Maroc. La poterie n’est plus seulement utilitaire, les pièces deviennent des œuvres d’art et font la renommée de la ville dans toute l’Afrique du Nord. À l’époque des Almohades, au XIIIe siècle, on ne recensait pas moins de 180 potiers à Fès. On y dénombre encore aujourd’hui une cinquantaine de patrons potiers qui emploient chacun quatre ou cinq ouvriers et apprentis.

#### Le Zellige
La ville de Fès est reconnue pour son expertise dans l’art du zellige, un type de mosaïque ornementale. Cet art traditionnel marocain qui se transmet de génération en génération est aujourd’hui l’une des grandes fiertés de la ville.
De nombreux artisans mâalems y sont présents, et les proches carrières d’argile permettent d’avoir une matière première de qualité à portée de main. Le zellige de Fès a d’ailleurs  été enregistré auprès de l’Organisation mondiale de la propriété intellectuelle au nom du Maroc.

#### Films à voir sur la ville de Fès
- Bleu de Fès écrit et réalisé par Françoise Gallo, France 3, 13 Production, CCM - 1993.
- À la recherche du mari de ma femme (Al-bahth an zaouj imaraatî) de Mohamed Abderrahman Tazi (1993), comédie traitant avec humour de la polygamie effrénée et perçue comme anachronique d'un vieux barbon balbutiant de Fès.

## Transports
- La ville possède la gare ferroviaire de Fès-Ville qui a été réaménagée suivant une architecture typiquement marocaine, et utilisant des motifs décoratifs artisanaux; elle est reliée à toutes les principales villes du Maroc.
- L'Aéroport international de Fès - Saïss situé à environ 15 km au sud de la ville, actuellement en plein développement, offre des liaisons aériennes vers l'aéroport Mohammed V de Casablanca et de nombreuses villes européennes. Il est desservi par Air Arabia Maroc, Jetairfly, Royal Air Maroc, Ryanair et Vueling.
- La ville de Fès est reliée au réseau autoroutier du royaume par la A2 qui la relie à Rabat, et a vu depuis juillet 2011 sa liaison autoroutière avec l'est achevée par la A2 jusqu'à Oujda.
- Le parc de la société de transport urbain de Fès (Citybus[38]) avec une centaine de bus est insuffisant pour une ville de plus d'un million d'habitants. Un plan visant à porter la parc à 250 à l'horizon 2035, est lancé en 2025[39].

Le schéma directeur de développement de lignes TGV au Maroc, prévoit la construction à moyen terme d'une ligne à grande vitesse appelée « Maghrébine » reliant Rabat, Meknès, Fès et Oujda, la ville frontalière à l'Algérie.
Un projet de tramway est en cours d'étude.

## Sport
La ville de Fés est représentée par deux équipes de football, la première est le Wydad athlétique de Fès " WAF" fondée en 1948 est joue actuellement[Quand ?] en deuxième division du championnat marocain, la seconde est le Maghreb Association sportive de Fès (MAS) (en arabe : المغرب الرياضي الفاسي) qui est un club omnisports marocain fondé en 1946.
Le MAS est la première équipe marocaine à atteindre les seizièmes de finale de la Coupe de France en 1954 contre Red Star à l'époque à Paris.
Le MAS est un l'un des clubs les plus titrés du royaume, avec un palmarès remarquable :
Championnat du Maroc : (4)
- Champion : 1965 ; 1979 ; 1983 ; 1985 ;
- Vice-champion : 1961 ; 1969 ; 1973 ; 1975 ; 1978 ; 1989 ; 2010

Championnat du Maroc (D2) : (2)
- Champion : 1997 ; 2006

Coupe du Trône : (2)
- Vainqueur : 1980 ; 1988 ; 2011 ; 2016
- Finaliste : 1966 ; 1971 ; 1974 ; 1993 ; 2001 ; 2002 ; 2008 ; 2010

Le Complexe sportif de Fès est un stade de football localisé dans la ville de Fès et plus précisément sur la route menant à Sefrou, il est d'un style architectural typiquement marocain. Situé sur une superficie de 40 hectares, le complexe sportif de Fès peut accueillir 37 000 spectateurs tous assis. Il est doté d'une piste d'athlétisme en tartan outre des annexes susceptibles d'accueillir des compétitions de haut niveau.

### Clubs de football
Le principal club de football de la ville est le Maghreb Association sportive Fès (MAS). Ce dernier a remporté quatre championnats (1965, 1979, 1981 et 1985) et quatre coupes du trône (1980, 1988, 2011, 2016). C'est le seul club marocain à avoir disputé les 1/16 de finale de la coupe de France pendant le protectorat. Il a produit de très grands joueurs: Benzakour, Benchekroun, Hamid Lahbabi, Labied, Zemmouri, Hazzaa, Zahraoui, Guezzar, Tazi, Moulay Driss, Jennane et bien d'autres. Il est connu par son école des gardiens de buts et possède un public engagé et discipliné.
Après l'indépendance, et au cours du premier championnat organisé sous l'égide de la FRMF en octobre 1956, le MAS est l'une des premières équipes à gagner sa place parmi l'élite.
La ville de Fès possède un autre club de football qui est le Wydad Athletic de Fès (WAF).

### Autres sports
Il existe de nombreux autres clubs sportifs appartenant à des disciplines variées telles le basket-ball, tennis, handball.

### Infrastructures sportives

#### Stades
- Complexe sportif de Fès (45 000 places, football, athlétisme)
- Stade Hassan II (10 000 places, football)

#### Salles couvertes
- Salle du 11 janvier (4 000 places, basket-ball, handball)
- Salle Tajaâmouti (2 500 places, basket-ball, volley-ball)
- Salle Mernissi (1 000 places, basket-ball)

## Jumelages et partenariats
| Ville | Ville                | Pays | Pays         | Période                    |
| ----- | -------------------- | ---- | ------------ | -------------------------- |
|       | Barcelone            |      | Espagne      | depuis 2009                |
|       | Bobo-Dioulasso,      |      | Burkina Faso | depuis 2005                |
|       | Carthagène des Indes |      | Colombie     | depuis 1993                |
|       | Chengdu,             |      | Chine        | depuis le 29 décembre 2015 |
|       | Coimbra,             |      | Portugal     | depuis le 4 juillet 1988   |
|       | Cordoue,             |      | Espagne      | depuis le 12 juin 1990     |
|       | Cracovie,            |      | Pologne      | depuis le 13 mars 1986     |
|       | Djenné               |      | Mali         | depuis 1997                |
|       | Florence,            |      | Italie       | depuis le 7 septembre 1961 |
|       | Jérusalem Est,       |      | Palestine    | depuis le 7 mai 1982       |
|       | Kairouan,            |      | Tunisie      | depuis le 22 octobre 1965  |
|       | Lahore               |      | Pakistan     | depuis 1988                |
|       | Montpellier,         |      | France       | depuis le 14 juin 2003     |
|       | Naplouse             |      | Palestine    | depuis 1990                |
|       | Ngaparou             |      | Sénégal      | depuis 2009                |
|       | Rufisque             |      | Sénégal      | depuis 2007                |
|       | Saint-Louis,         |      | Sénégal      | depuis le 16 décembre 1979 |
|       | Saint-Étienne        |      | France       | depuis 2006                |
|       | Strasbourg,          |      | France       | depuis 1998                |
|       | Suwon,               |      | Corée du Sud | depuis le 21 février 2003  |
|       | Tlemcen              |      | Algérie      |                            |
|       | Trarza               |      | Mauritanie   | depuis 2009                |

## Personnalités
- Idris II, deuxième roi du royaume idrisside, fils d'Idris I et fondateur de la ville de Fès.
- Isaac ben Jacob Alfassi (1013-1103), rabbin, décideur halakhique.
- Boabdil (1459-1533), dernier souverain musulman du royaume de Grenade, se réfugie à Fès en 1492 où il finit ses jours.
- Mohammed ibn Ali El Amrani sultan du Maroc en mai 1465[59].
- Balthazar de Loyola (1631-1667), prince marocain converti au catholicisme et devenu prêtre jésuite.
- Ahmed Tijani (1737-1815), cheikh soufi originaire d'Aïn Madhi, fondateur de la tariqa Tijaniyya, inhumé à Fès.
- Moulay Yazid (1750-1792), sultan du Maroc de 1790 à 1792.
- Moulay Slimane (1760-1822), sultan du Maroc de 1792 à 1822.
- Moulay Abderrahmane (1778-1859), sultan du Maroc de 1822 à 1859.
- Mohammed Benslimane el Fassi (1795-1828), poète.
- Mohammed IV (1810-1873), sultan du Maroc de 1859 à 1873.
- Hassan Ier (1836-1894), sultan du Maroc entre 1873 et 1894.
- Mohammed El Mokri (1840 ou 1850-1957), grand vizir de l'Empire chérifien sous protectorat français de 1911 à 1955.
- Moulay Abdelhafid (1876-1937), sultan du Maroc entre 1908 et 1912.
- Moulay Abdelaziz (1878-1943), sultan du Maroc entre 1894 et 1908.
- Léopold Justinard (1878-1959), officier français qui tenait garnison dans la casbah de Tamdert avec son tabor. Il résida dans la médina de Fès de 1911 à 1913.
- Mohammed Ben Arafa (1886-1976), sultan du Maroc entre 1953 et 1955.
- Fatmi Benslimane (1898-1980), le premier Premier ministre du Maroc.
- Jean Mohamed Ben Abdejlil (1904-1979), religieux marocain converti au catholicisme, prêtre franciscain.
- Mohammed V (1909-1961), sultan de 1927 à 1957, puis roi du Maroc de 1957 à 1961.
- Ahmed Bahnini (1909-1971), premier ministre du Maroc du 13 novembre 1963 au 7 juin 1965.
- Allal El Fassi (1910-1974), homme politique marocain.
- Ahmed Sefrioui (1915-2004), écrivain marocain de langue française.
- Mohammed Karim Lamrani (1919-2018), premier ministre du Maroc de six gouvernements.
- Azzedine Laraki (1929-), Premier ministre du 30 septembre 1986 au 11 août 1992.
- Ahmed Laraki (1931-), Premier ministre du Maroc du 7 octobre 1969 au 6 août 1971.
- Ali Squalli Houssaini (1932-2018), auteur des paroles de l'hymne national du Maroc.
- Brahim Boutaleb (1937-), historien et homme politique marocain.
- Kasdi Merbah (1938-1993), homme politique algérien.
- Fatima Mernissi (1940-2015), sociologue, écrivaine et féministe marocaine.
- Abdelwahab Doukkali (1941-), chanteur marocain.
- Othman Slimani (1941-2004), économiste, banquier et haut fonctionnaire marocain.
- Abdellatif Laâbi (1942-), écrivain et poète marocain, lauréat du prix Goncourt de la poésie.
- Joël Santoni (1943-), réalisateur et scénariste français.
- Tahar Ben Jelloun (1947-), écrivain et poète marocain, lauréat du prix Goncourt.
- Hamid Hazzaz (1945-2018), footballeur marocain.
- Layla Chaouni (1953-), éditrice marocaine.
- Leïla Houari (1958-) autrice et dramaturge marocaine
- Richard Attias (1959-), homme d'affaires marocain.
- Abdelfettah Bennis (1962-), chanteur marocain.
- Amina Alaoui (1964-), chanteuse marocaine.
- Brahim Lahlafi (1968-), athlète franco-marocain de courses de fond.
- Tarik Sektioui (1977-), footballeur marocain.
- Mohammed Bennis (1978-), poète marocain.
- Salma Bennani (1978-), épouse du roi Mohammed VI du Maroc.
- Abderahim Bouramdane (1978-) coureur et marathonien marocain médaillé d'or
- Aziz Khalouta (1989-), footballeur néerlando-marocain.
- Zainab Fasiki (1994-), autrice, illustratrice et féministe marocaine.
- Youness El Mouaffaq, danseur marocain.
- Soufiane el-Bakkali (1996-), athlète marocain.